# Staré Hobzí
Staré Hobzí (dříve též Stará Hobža, německy Alt Hart nebo Althart) je obec v okrese Jindřichův Hradec v Jihočeském kraji. Žije zde 522 obyvatel. Sousedními obcemi sídla jsou Báňovice, Dešná, Cizkrajov, Budíškovice, Dačice, Písečné a Jemnice.
Obec Staré Hobzí, zmíněná poprvé v zakládací listině Louckého kláštera z 25. října 1190, byla v rámci moravských okresů příslušná: v letech 1850 až 1855 do obvodu okresního hejtmanství v Dačicích, v letech 1855–1868 do obvodu smíšeného okresního úřadu v Jemnici, od roku 1868 do roku 1897 opět pod okresní hejtmanství v Dačicích, poté, když bylo vytvořeno okresní hejtmanství v Moravských Budějovicích, do jeho politického okresu a v roce 1911 po vzniku slavonického soudního okresu do obvodu okresního hejtmanství v Dačicích.
Po první světové válce se obyvatelé městečka přihlásili k provincii Německá jižní Morava a po odstoupení pohraničí v letech 1938–1945 byla obec s většinou německého obyvatelstva přiřazena k landrátu Waidhofen an der Thaya, župě Nieder Donau. Od roku 1960 spadá obec Staré Hobzí, ležící na historickém území jihozápadní Moravy, administrativně do okresu Jindřichův Hradec, který je součástí Jihočeského kraje.
Koncem 18. století a v prvním desetiletí 19. století se Staré Hobzí stalo zásluhou Johanna Petra Flicka jedním z nejvýznamnějších středisek textilní výroby na Moravě. V letech 1790–1810 bylo v obci postaveno 33 nových domů, vesměs pro pracovníky Flickovy manufaktury. Ještě roku 1827 čítalo Staré Hobzí 951 obyvatel, z toho 90 židů, které podnikání ve Starém Hobzí přitahovalo. Ve druhé polovině čtyřicátých let 19. století mělo městečko 821 obyvatel, k roku 1850 se uvádí 1119 obyvatel a roku 1910 klesl počet na 865 obyvatel.
S odlivem průmyslové výroby klesl počet židovského obyvatelstva na pět rodin a následkem toho byla v roce 1890 židovská náboženská obec ve Starém Hobzí zrušena. V roce 1910 povýšil císař František Josef I. Staré Hobzí na městys, to se však spokojilo s výnosem ministerstva vnitra a o diplom ani o znak nepožádalo. Úbytek průmyslové výroby kompenzoval majitel panství Alexander von Pallavicini orientací na turistický ruch, zámek ve Starém Hobzí sloužil jako ubytování pro letní hosty a z budovy bývalého mlýna vznikla honosná myslivna ve stylu módního romantického „zámečku“. V roce 1912 zde trávil léto spolu s Růženou Svobodovou a Františkem Xaverem Svobodou spisovatel František Xaver Šalda, který zde započal jednotlivé esejistické studie pro knihu Duše a dílo a první nárysy románu Loutky i dělníci.
Největší příliv českého obyvatelstva nastal po pozemkové reformě, kdy byla valná část majetku rodiny Pallavicini zestátněna. Ve třicátých letech 20. století stoupl počet českého etnika natolik, že byl při obecních volbách v roce 1931 zvolen první český starosta. Národnostní složení obce se definitivně změnilo po odsunu německého obyvatelstva. Po nastolení diktatury komunistické strany, násilné kolektivizaci zemědělství a vybudování železné opony došlo k úpadku obce.
Centrum obce tvoří chrám Nanebevzetí Panny Marie, jeden z nejstarších kostelů na jižní Moravě, s jádrem románské kaple svatého Ondřeje a zámek se zahradou a kaplí sv. Tomáše. Západně od obce protéká Moravská Dyje, která si razí cestu k dolnorakouské hranici romantickým Janovským údolím, lemovaným skalnatými srázy a řadou malebných zákoutí. V roce 2004 obdržela obec v soutěži „Jihočeská vesnice roku” modrou stuhu za společenský život. V roce 2013 oslavila 100 let od založení dobrovolných hasičů.

## Název
Jméno vesnice je totožné se starým obecným hobzí (v nejstarší podobě gobzí), které je jinak v češtině (na rozdíl od přídavného jména hobezný - "hojný") písemně nedoloženo (je pokračováním praslovanského gobьzьje - "hojnost, bohatství"). Přívlastek (nejprve Dolní, pak Staré) dáván od konce 17. století po založení Nového Hobzí. Německé jméno Hart (po založení Nového Hobzí v podobě Althart) je obecné slovo užívané ve významu "horský les" nebo "vyschlá půda" a bylo dáno bez souvislosti s českým. Podoba jména v písemných pramenech: Gobza (1190), Chobhe (1224), Hard (1278), Hobzie (1351), Hobzi (1385), Hobza (1515), Hardt (1672), Harth (1718), Alt Hart (1720), Alt Hart, Stará Hobža (1846), Althart, Staré Hobzí (1872).
Názvy polních tratí: Aumühle, Urbitzlis, Obergüterholz, Mühlberg, Rotallen, Obere Rotallen, Pharhofbreite, Rannowitz, Dreiquanten, Wilden, Lange List, Bruckmühle, Hinterlies, Thayawiesen, Hintausäcker, Schanzgraben, Unteres Bruckfeld, Steinbruch, Kirchenlies, Grummetluß, Drei Kreutz, Hühnerluß, Lange Luß, Gräberäcker, Hofstadt, Kalkbreiten, Dubenken, Kräutäcker, Lusthof, Lusthofleithen, Füllergarten, Hasenbühl, Spinnfabrik, Blaseberg, Höllteichäcker, Grabeluß, Wachtberg, Schafmeisterbreiten, Sattel Leithen, Vogeljagd, Teichbreiten, Hönitzwiesen, Baumgarten, Stadel Breiten, Mauth Breiten, Stadt Breiten, Pflanzsteig, Tenlgarten (pramen), Hirschgraben, Zugab, Braberg, Langerberg, Taubenberg, Winkelholz, Cottonbleiche, Perschling, Glashütte, Kreutzberg.

## Nejstarší historie

### Majitelé ve středověku
Od konce 9. století do poloviny 10. století se stalo Podyjí útočištěm obyvatel z Podunají a Pomoraví, kteří se z těchto oblastí stahovali před maďarskými nájezdy a útoky. Jedním z takových podyjských slovanských hradišť bylo i Staré Hobzí (další Turecký kopec / Hornice, Palliardiho hradisko / Bítov či na rakouské straně Sand / Raabs an der Thaya), což potvrdily nálezy tuhové keramiky Vladimírem Nekudou. Nejstarší písemný záznam o Starém Hobzí pochází z roku 1120 a 1190, kdy je v horní části vsi (německy Obergut) vzpomenuta kaple svatého Ondřeje, mlýn, krčma a dvůr pod patronací premonstrátského kláštera v Louce. Dolní část vsi (německy Untergut) je poprvé zmíněna v polovině 14. století.

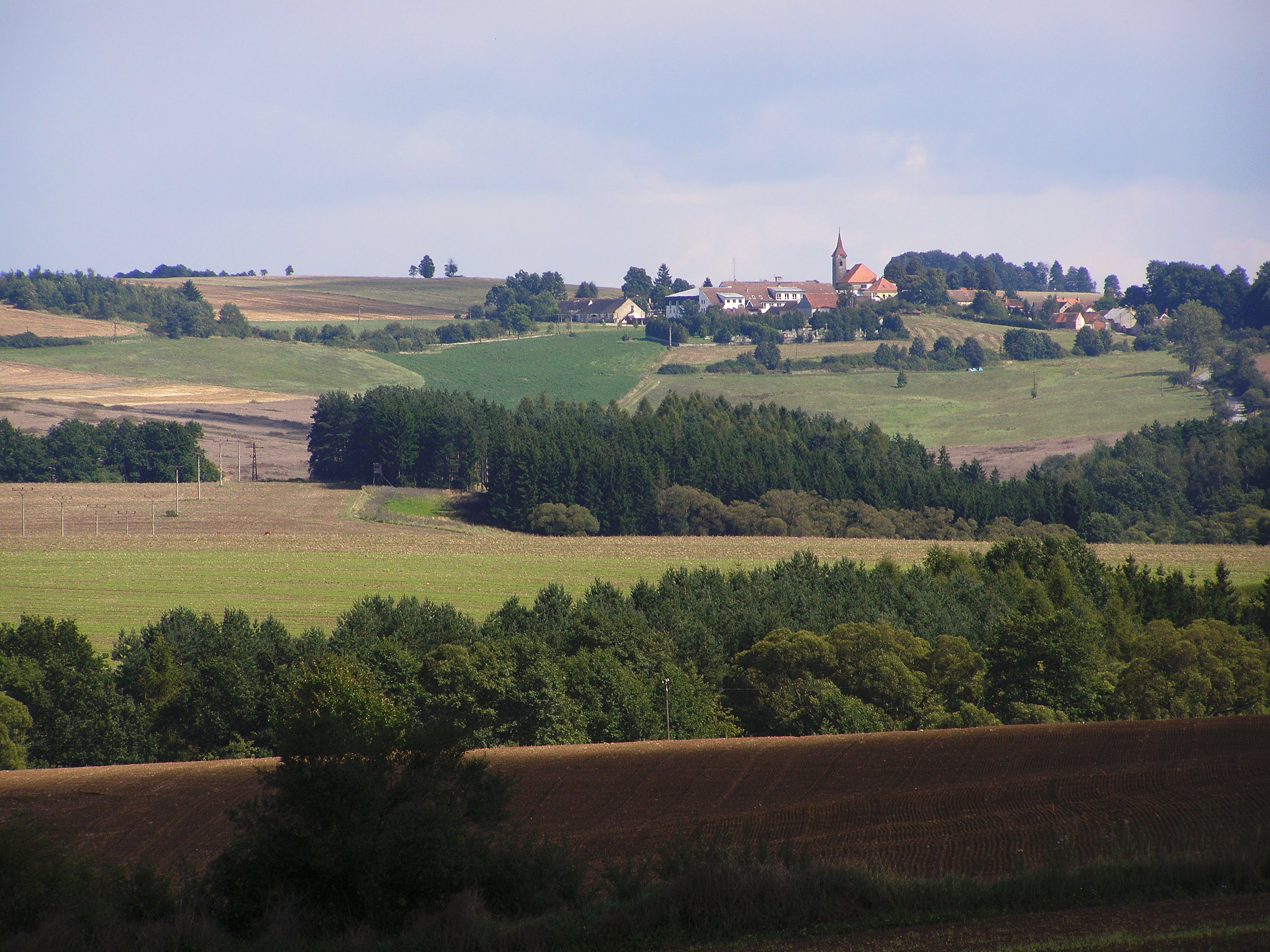
Starohobzská vrchovina, pohled z úbočí Montserratu, nahoře Staré Hobzí

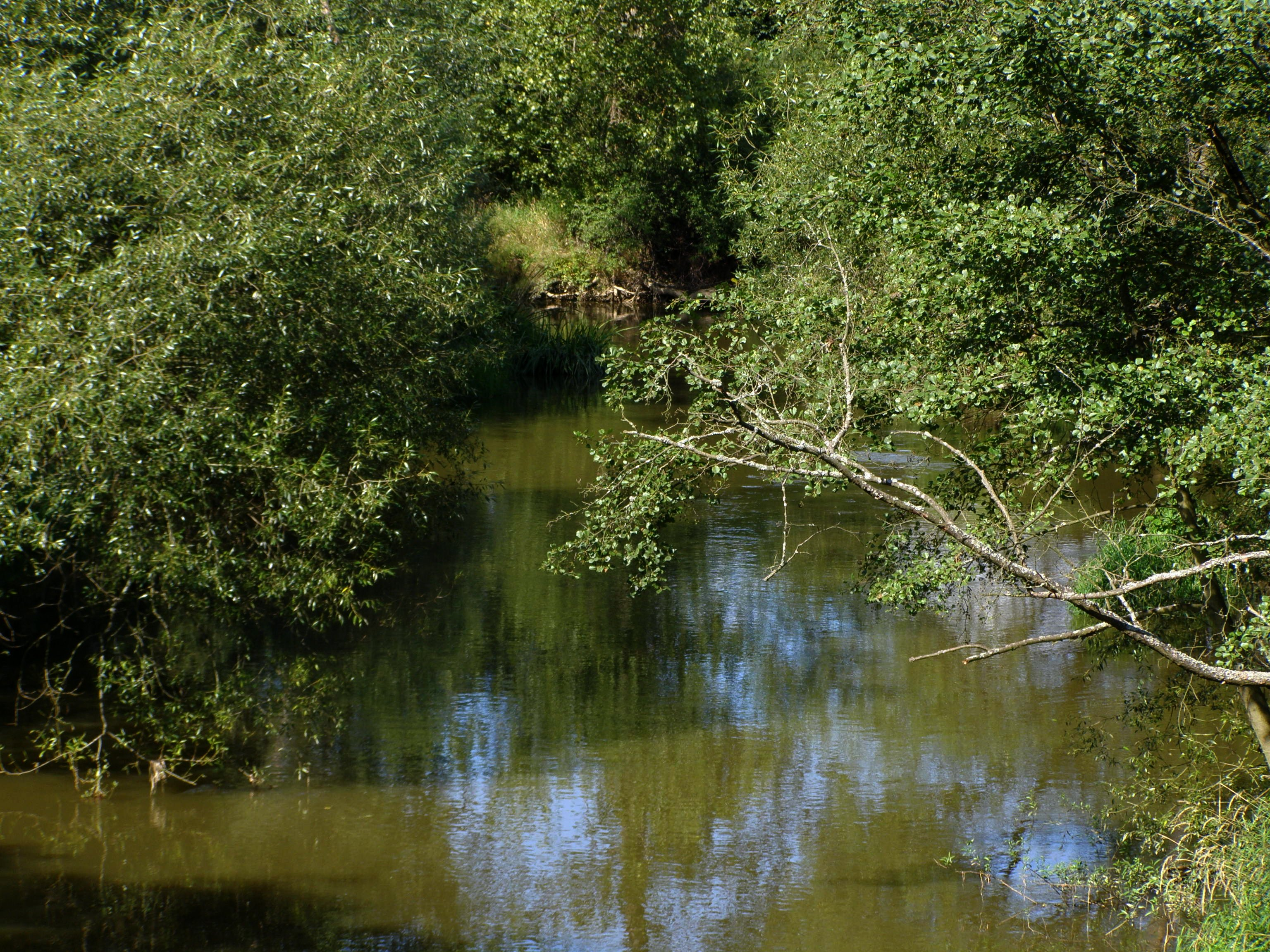
Moravská Dyje na pomezí katastrů Staré Hobzí (vpravo) a Mutná (vlevo), pohled proti proudu

Dolní část vsi s dvorcem (německy Untergut) vlastnili v roce 1351 Oldřich, Sezima a Boček z Jevišovic, kteří svůj majetek v Hobzí odstoupili bratrům Adamovi, Petrovi a Schützovi na Hobzí a ti v roce 1353 prodali za 200 marek stříbrných ves Neudorf s třemi lány lesa a ostatním zbožím Sezimovi z Plačovic/Plospitz, Simonovi (jeho choť Anna z Police) a Vojslavovi z Nové Vsi/Neudorf. Vojslav pak Novou Ves odprodal bratrům ze Rzavé: Předvojovi, Rynhartovi a Chvalovi. Předvoj z Nové Vsi nechal svojí druhé choti Margaretě zapsat na tomto dvorci doživotní věno 120 hřiven grošů. V roce 1375 markrabě Jan prohlásil Novou Ves za léno, které následně přidělil Předvojovi a lenní statek pak přešel na rod Krokwitzerů a Haslů, v roce 1405 se už po vsi psal Johann a Peter Krokwitzer z Nové Vsi.
Ves Hobzí (dolní část) s tvrzí a dalšími obcemi prodali bratři z Hobzí (Adam, Petr a Schütz) v roce 1352 Bořutovi, znojemskému arcijáhenovi, a jeho bratrům Hynkovi, Ješkovi a Daliborovi. Bořuta prodal v roce 1358 Modletice Sezimovi mladšímu z Ústí, v roce 1364 se dohodl na společném držení majetku s bratrem Hynkem, který zde zapsal choti Elišce věno a po bratrově smrti roku 1371 vzal na spolek vdovu Elišku a jejího syna Ješka. Roku 1380 prodal Sezima mladší (a po 5 letech zapsal) tvrz v Hobzí Jindřichu a Václavu z Radostovic a Přibíkovi z Lysova. Zbytek vsi držel Petr z Hobzí, který roku 1415 prodal bratrům Čeňkovi Divůčkovi ze Stříbrce a Ondřeji z Radenína ve vsi dědičný dvůr, kopec na němž stávala tvrz, v Hodicích dvůr s dvěma poplužími, pustou ves Pivoňovice (zaniklá ves) a pět mlýnů na Dyji.
Nový majitel Čeněk Divůček z Hobzí a ze Stříbrce zapsal na vsi své manželce Kateřině 100 kop grošů, v roce 1446 vzala Eliška z Hobzí na polovici vsi na spolek svého manžela Mikuláše Chroplíka (děti: Jan, Leonard a Dorota) a vdova po Andreasovi z Hobzí (Zahrádek) zapsala své dědictví Mikulášovi z Bohuslavic, který zdědil roku 1447 část Hobzí také po Čeňkovi. V roce 1453 a 1464 se připomínají v příbuzenském stavu Čeněk z Hobzí a Bernard z Kostník, který měl pravděpodobně za manželku sestru Čeňkovu. Markéta z Kostník, dcera Bernardova, byla chotí Mikuláše z Hobzí na Chotěticích. Roku 1466 držel Leonard z Hobzí, syn Elišky a Mikuláše z Hobzí, část Lubnice s polovinou patronátního práva k tamějšímu kostelu svatého Jiří a svaté Kateřiny, které mu zapsala choť Machna z Neudorfu (Nové Vsi).
Dorota z Hobzí, dcera Elišky a Mikuláše z Hobzí, byla celkem třikrát vdaná, poprvé za Hynka z Doubravice, podruhé za Markvarta z Kraselova a potřetí za Jindřicha z Vraného. Z manželství s Markvartem z Kraselova pošly děti: Eliška, Burian, Jindřich, Jan, Václav, Markvart, Zdeslava a Mikuláš. Po smrti jejího bratra Leonarda z Hobzí odkázala v roce 1483 veškerý jí připadlé dědictví na Hobzí svému třetímu manželovi Jindřichovi Vajcovi z Vraného a svému příteli a příbuznému Janovi z Kraselova, purkrabímu ve Strakonicích.

### Majitelé v novověku
Brzy na to držel ves Mikuláš ze Zahrádky a na Hobzí, připomínaný v roce 1490. Jeho chotí byla Dorota z Křesyně. Hobzí připadlo Oldřichovi, synovi Mikuláše a Doroty, který je připomínán roku 1519. Jeho chotí byla Voršila Noglar z Pfaffenschlagu (zaniklá ves u Slavonic). V letech 1535–1544 drželi Hobzí Oldřichovi synové Jan, Linhart, Jindřich a Václav, roku 1560 a roku 1563 se připomíná Jiří, roku 1611 a roku 1614 jeho syn Jindřich, soudce v Brně, roku 1649 Karel Bohobud, syn Jindřichův, po jehož smrti bylo zadlužené Hobzí roku 1651 prodáno Františkovi von Schneidau a jeho manželce Marii Anně Beatrici, rozené von Schellenberg.

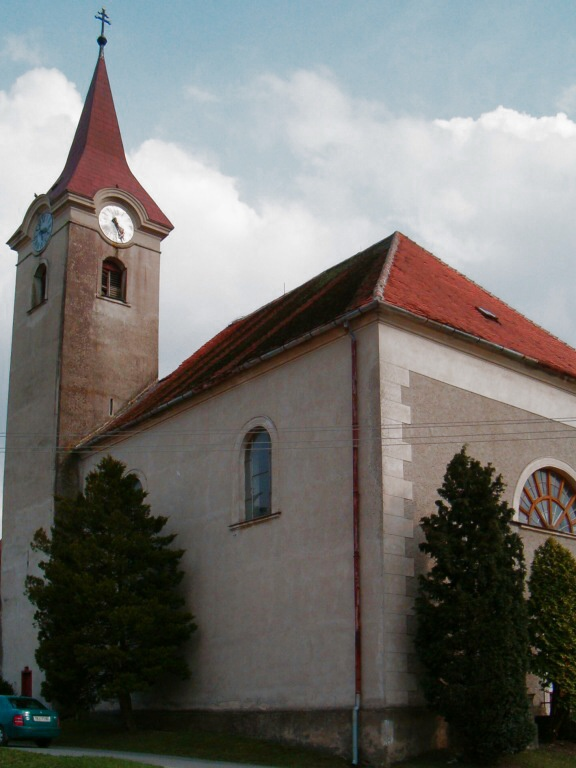
Kostel Nanebevzetí Panny Marie ve Starém Hobzí

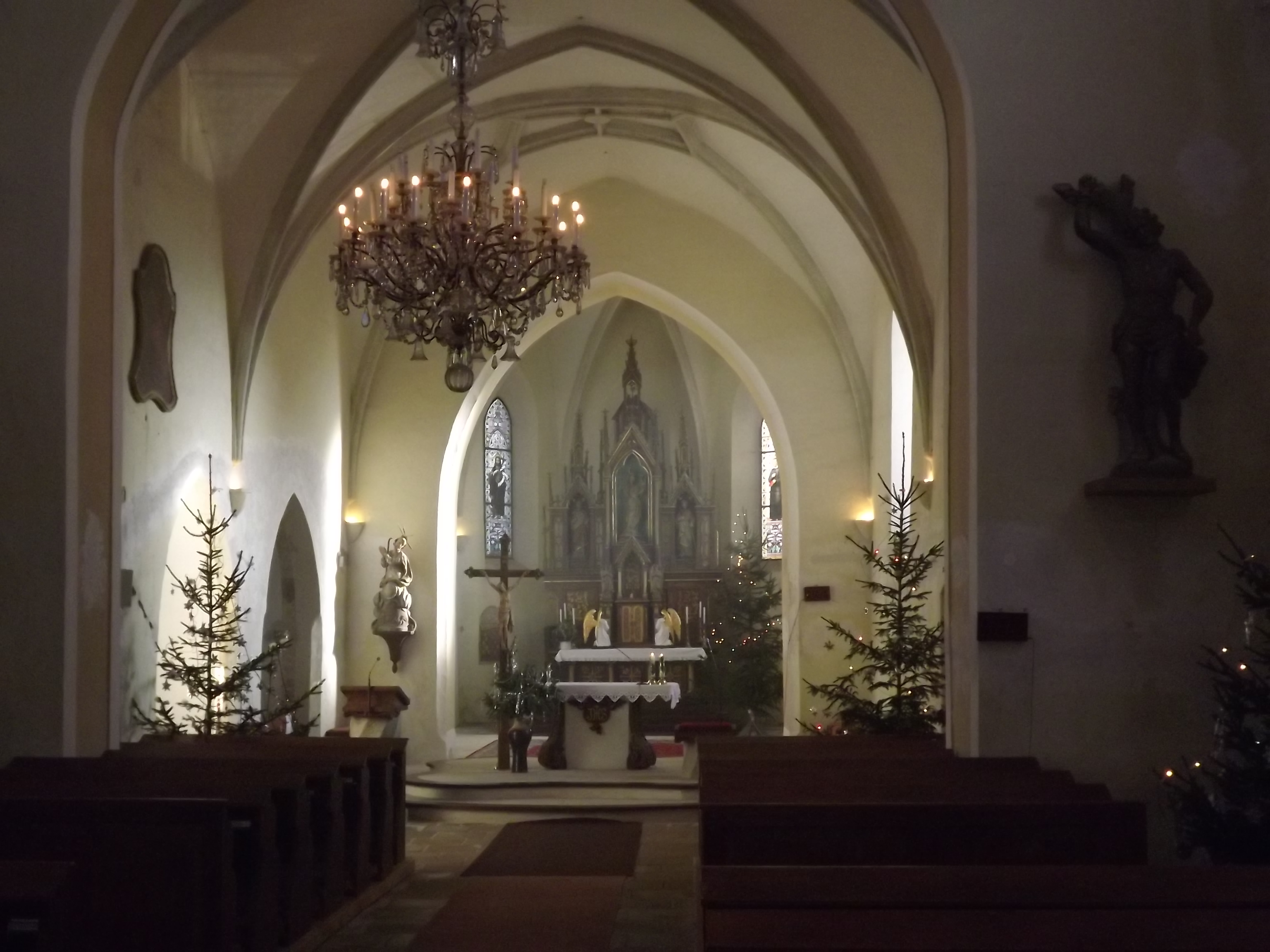
Staré Hobzí, interiér kostela Nanebevzetí P. Marie

Vdova Marie Anna von Schneidau přenechala panství svým třem synům (1667–1688): Františkovi Kryštofovi, Jindřichovi Purkartovi a Antonu Josefovi. Dědictví zahrnovalo: kopec Montserrat, zámek se zeleninovou zahrádkou a novou zahradou, pivovar a ves Hobzí, pusté Šenakovice, ves Bělčice s hospodářským dvorem a ovčínem, ves Modletice s ovčínem a mlýnem (Hofmühl), ves Mutnou s ovčínem (výměnou za Novou Ves), hospodářský dvůr Hejnice a svobodný statek v Cizkrajově, který Franz von Schneidau přikoupil v roce 1658. Tento majetek si bratři rozdělili 31. července 1674 na tři stejné díly. Jindřich Purkart a Anton Josef obdrželi 8. června 1675 od svého bratra Františka Kryštofa jeho dědický podíl a 13. března 1685 prodal Jindřich Purkart svůj díl vsi se 7 rybníky, „Bruckmühle” a Židy ve Starém Hobzí ovdovělé Marii Margareth Trautsohn, hraběnce von Falkenstein, rozené von Rappach, která ještě 20. června 1687 získala od Antona Josefa také jeho díl pivovaru a 12. srpna 1689 od něj koupil podíl na vsi Mutné s ovčínem Karel Jakub, rytíř von Tomazoll na Bolíkově (Wölking, Welking).
Hraběnka Marie Margareth von Trautsohn, které mezitím patřila od 28. dubna 1694 také část Hobzí po klášteru v Louce, prodala 16. září 1703 panství sestávající ze vsi Staré Hobzí se zámkem a třemi zámeckými zahradami, hospodářského dvora, pivovaru a lihovaru, z poloviny dvora v Hejnicích a části Mutné, ze dvora a „kopce Monserrat”, ze svobodného dvora v Cizkrajově, z nového a zpustlého dvora v Šenakovicích Maxmiliánovi Františkovi z Deblína mladšímu, c. k. dvornímu radovi a kancléři na Moravě, který 1. února přikoupil od bratrů Koschinsky von Koschin zbylou část Mutné a 26. června 1713 od ovdovělé svobodné paní Marie Anny Ržikowsky von Dobrzitz (Rikovsky von Dobřic), rozené von Schneidau a její neplnoleté sestry Josefy Františky († 15. února 1699: otec Anton Josef von Schneidau, † 11. června 1710: matka Christina Kunegunde) Nové Hobzí s rytířským sídlem, pivovarem, sladovnou a lihovarem, čímž bylo Staré a Nové Hobzí zase sjednoceno. K tomuto zboží přikoupil ještě Chvalkovice.
Roku 1729 zřídil Maxmilián František z Deblína ze svých statků na Moravě, Herálce a Humpolce, knihovny, sbírek zbraní, obrazů a vybavení fideikomis (v letech 1726–1733 zbudoval nový zámek), k němuž nejprve jako dědice povolal syna Františka Antonína, svobodného pána z Deblína, po něm své bratry Antonína Františka a Františka Libora s tím, že kdyby rod vymřel po meči i po přeslici, měl se fideikomisní majetek stát ústavem pro kadety z českých a moravských šlechtických rodin. Po smrti Maxmiliána Františka († 1732) zdědil panství syn František Antonín, hrabě z Deblína (20. února 1741 povýšen do hraběcího stavu, † 1757), který po sobě zanechal dva syny. Mladší vstoupil do kláštera (řeholní jméno Benevenutus) a zemřel roku 1816 v Mor. Třebové; starší František Josef, který držel Znojemský hrad a fideikomisní statky, byl roku 1784 ve Starém Hobzí zavražděn.
K dědictví se hlásily dvě příbuzné, Eufemie, hraběnka Želecká z Deblína, a Marie Antonie, svobodná paní z Deblína, které nakonec fideikomisní statky a sbírky odprodaly a peníze použily na zřízení 17 kadetských nadací (tzv. Deblínských, např. ve Vídni a Vídeňském Novém Městě). Část obrazů a knih nechaly převést do Vídně (dílem do knihovny cís. akademie Tereziánské). Dalším majitelem panství se stal Jan Petr Flick, bývalý zaměstnanec hraběte Františka Josefa z Deblína.

### Johann Peter Flick
Johann Peter Flick, původem z Východního Pruska, byl výjimečným příkladem úspěšného manufakturisty v bavlnářství na Moravě. Začínal původně jako sluha hraběte Františka Josefa z Deblína, potom jako faktorista bavlněné příze do dolnorakouských bavlnářských podniků a v roce 1782 postavil s povolením vrchnosti na jejím pozemku manufakturu na výrobu mušelínu, piketu a grádlu. V roce 1787 mu gubernium udělilo privilegium k provozu a jeho podnik s 19 tkalcovskými stavy a 65 zaměstnanci obdržel nejen nejvyšší ochranu, ale také titul dvorní c. k. továrny se znakem císařského orla a právo zřizovat sklady v hlavních městech provincií monarchie.
Po tragické smrti hraběte Františka Josefa z Deblína roku 1786 nastal jeho strmý vzestup, na 200 tkalcovských stavů pro Flicka pracovalo po celých Čechách, Moravě a Slezsku a v roce 1802 už zaměstnával na 400 tkalců a 3 000 přadláků. V roce 1791 zřídil pobočku ve Vídni a v roce 1814, kdy nahradil výrobu mušelínu kalikem a bavlnou (Zitz und Kotton Fabrik), také pobočku v Brně.. Roku 1810 ho podnikatelský úspěch přivedl, nejprve jako dědičného nájemce (1789) a později majitele panství (1806), až k povýšení císařem do rytířského stavu za vlastenecké smýšlení a zásluhy o rozvoj průmyslu a zemědělství. Zemřel v roce 1812.
Vdova Theresia, rozená von Erben, přenechala panství nejen s textilní manufakturou ale s řadou dalších průmyslových podniků 24. srpna 1818 svým dětem: Johannovi Maxovi, Josefu a Marii von Flick, provdané Vacano. Dcera Marie 19. srpna 1819 od spoluvlastnictví odstoupila a 10. května 1820 také její bratr Josef, takže se jediným majitelem panství Staré a Nové Hobzí, Mutné s Chvalkovicemi, kartounky, manufaktury na zpracování bavlny a přádelny stal třetí sourozenec Johann Max von Flick. Ani on panství neudržel a 27. prosince 1823 jej prodal hraběnce Therese von Trautmannsdorf, rozené von Nadasdy. Allodium Staré Hobzí sestávalo ze zboží Staré Hobzí, Nové Hobzí, Mutná, Chvalkovice, Panenská, Marketa, Václavov, Bělčovice a Modletice. Zemědělská půda byla rozdělena mezi 5 dvorů, z průmyslových podniků byl součástí statku pivovar, 2 palírny, octárna, vápenka, cihelna a sklárna v Janově. V roce 1826 přikoupila od hraběte Eduarda von Stadion-Warthausen-Thannhausen ještě velkostatek Jemnici.

## Panství a velkostatek Jemnice – Staré Hobzí
Panství Jemice-Staré Hobzí o rozloze 3 517,45 ha zakoupil Alfons sen. Pallavicini (1807–1875), syn markýze Eduarda von Pallavicini a hraběnky Josefy zu Hardegg (zu Hardegg auf Glatz und im Marchlande), za 822 000 zlatých od hraběnky Therese von Trautmannsdorf 29. ledna 1841. V roce 1842 přikoupil od svobodného pána Georga Simona von Sina vídeňský palác (Palais Pallavicini) na Josefsplatz čp. 5, v roce 1844 se oženil s Gabrielou Fürstenberg (1821–1895), v roce 1845 získal český šlechtický inkolát a v roce 1868 mu císař potvrdil užívání rakouského titulu v překladu markrabě. Jemnické panství i s palácem ve Vídni zdědil v roce 1873 jeho nejstarší syn Alexander von Pallavicini, c. k. tajný rada a komoří, rytíř Řádu zlatého rouna, který v roce 1876 pojal za manželku hraběnku Irmu Széchényi von Sálvár-Felsövidék (* Ödenburg 28. 6. 1855 - Jamnitz, † 7. 10. 1932). Z manželství pošly děti: Karl (1877–1900), Alfons jun. (1883–1958) a Alexander jun. (1890–1941). V roce 1884 přikoupil Alexander von Pallavicini v Čechách velkostatek Dašice - Vysoké Chvojno na Pardubicku a v roce 1912 Alfons jun. Pallavicini od rytíře Ernsta von Wessely maďarské majetky Szilvásvárad a ves Nagyvisnyó. Staré Hobzí čítalo 152 domů, 771 německých obyvatel a 124 českých, Nové Hobzí 16 domů, 82 obyvatel německých, 17 českých (rok 1890). K alodiálnímu statku Staré Hobzí náležel zámek s kaplí sv. Tomáše, dvůr, cihelna a pila. K tomu popl. dvůr v Hejnicích, Veselíčko (Lusthof), „Johannihof” se dvorem, pilou a myslivnou a 4 mlýny.

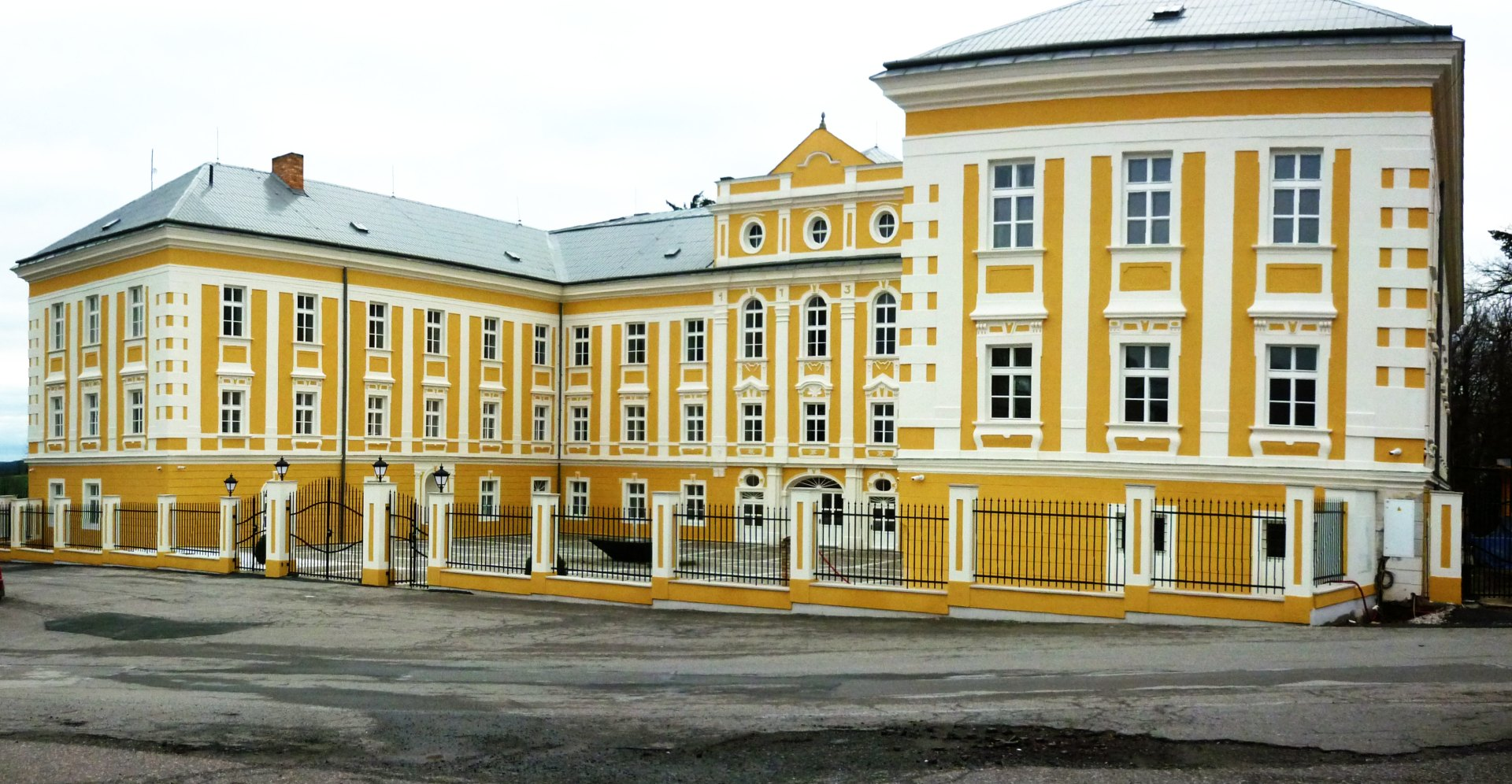
Zámek ve Starém Hobzí po opravě v roce 2015

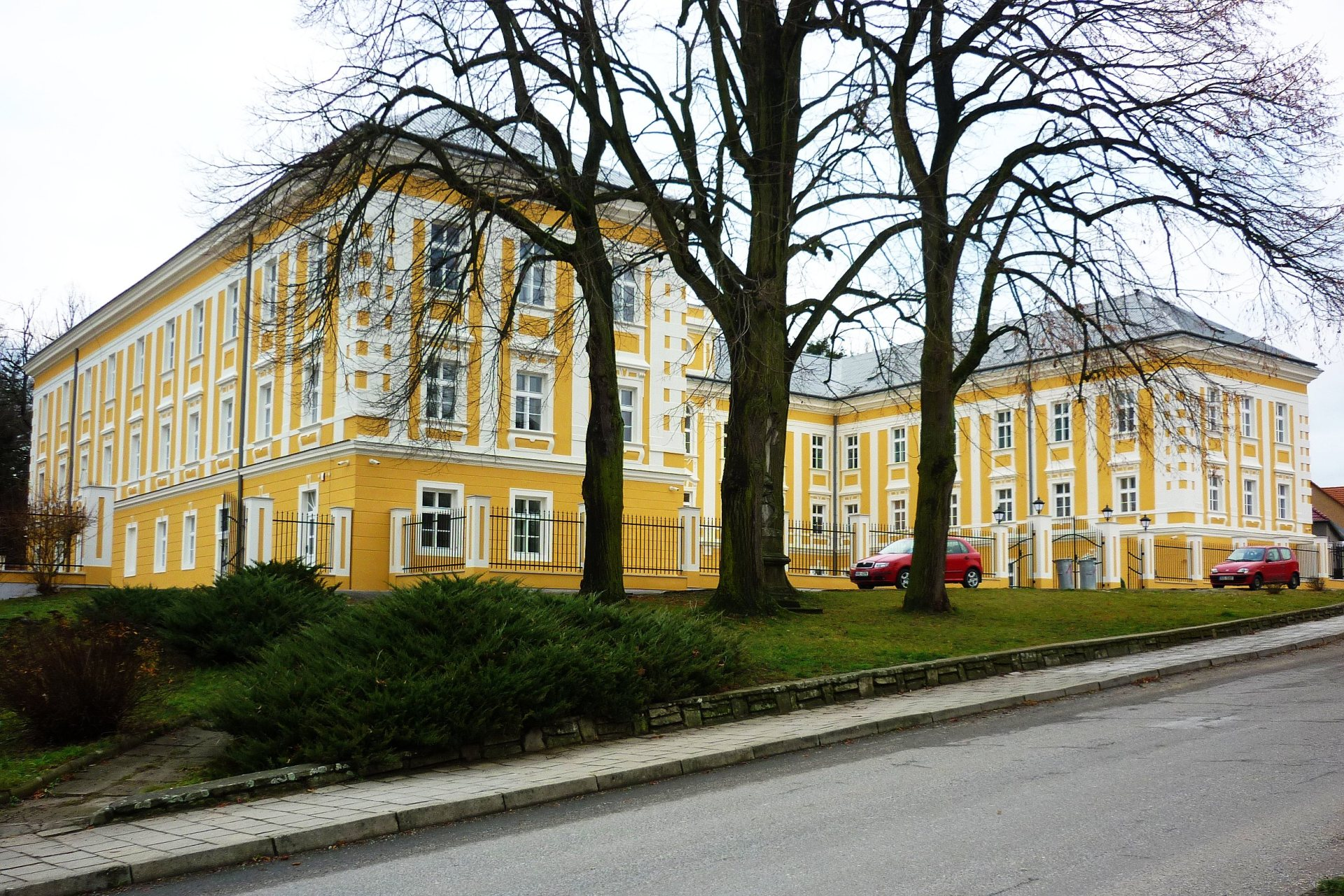
Zámek ve Starém Hobzí, boční náhled

Rodina Pallavicini pobývala na zámku v Jemnci v letním období, v zimním naopak v paláci ve Vídni. Zámek ve Starém Hobzí nechala upravit pro ubytování letních hostů. V roce 1910 se v zámku nacházelo na 30 bytů s jedním až třemi pokoji. Jemnické panství spravovala zčásti ve své režii, kdy v Jemnici zaměstnávala správce velkostatku (Gutsverwalter), účetního (Buchhalter), podkoního (Wirtschaftsbereiter), lesního kontrolního (Forstkontrollor), v Janově na statku hospodářského správce (Wirtschaftsverwalter), hajného a adjunkta v Janově údolí, hajného a lesního adjunkta v Komárovicích, hajného a adjunkta v oboře (Tiergarten) u Starého Hobzí, hajného v bažantnici (Fasangarten), hajného v Louce, vrchního zahradníka ve Starém Hobzí a zahradníka v Jemnici a 3 myslivce (Wildheger), dále provozovala při hospodářském dvoře v Janově 1 lihovar (Spiritusbrennerei), ve Starém Hobzí 1 cihelnu a 1 pilu. Zbytek pronajímala: Jakob Goldmann měl pronajaté hospodářské dvory a lihovar v Rácovicích a Komárovicích (Komarowitz), hospodářské dvory v Jemnici, Louce, Pálovicích a Menharticích a lihovar v Pálovicích, Josef Hilfreich hospodářský dvůr ve Chvalkovicích, Max Spitz hospodářský dvůr v Mutné, Samuel Kohn hospodářský dvůr v Hejnicích.
Alexander Pallavicini byl hlavou celé rodiny. Podle rodové tradice nastoupil v roce 1853 vojenskou kariéru a před vypuknutím první světové války se účastnil v roce 1913 vojenských manévrů v Čechách. Po vypuknutí první světové války věnoval Uherskému Červenému kříži v Budapešti 5 000 korun, Rakouskému Červenému kříži / Österreichische Rote Kreuz ve Vídni 5 000 korun, Rakouské společnosti Bílého kříže ve Vídni 3 000 korun, Ministerstvu vnitra ve Vídni (Válečnému pomocnému úřadu) 5000 korun, pro rodiny povolaných uherských pomocných rezervistů v Budapešti 3 000 korun (celkem 21 000 korun). Zámek v Jemnici a ve Starém Hobzí dal k dispozici Maltézskému řádu, v Jemnici pro ubytování a ošetření raněných důstojníků. Po vypuknutí války byl nasazen na polské hranici u města Przemyśl, po prolomení fronty byl umístěný u města Nový Sandec (Neu-Sandez) a pak převelen do Vídně. Na začátku roku 1915 byl pověřen úkolem podat zprávu o situaci v zemích Koruny České. V průběhu své cesty navštívil i jemnické panství a lazaret na zámku.

### Farnost Staré Hobzí

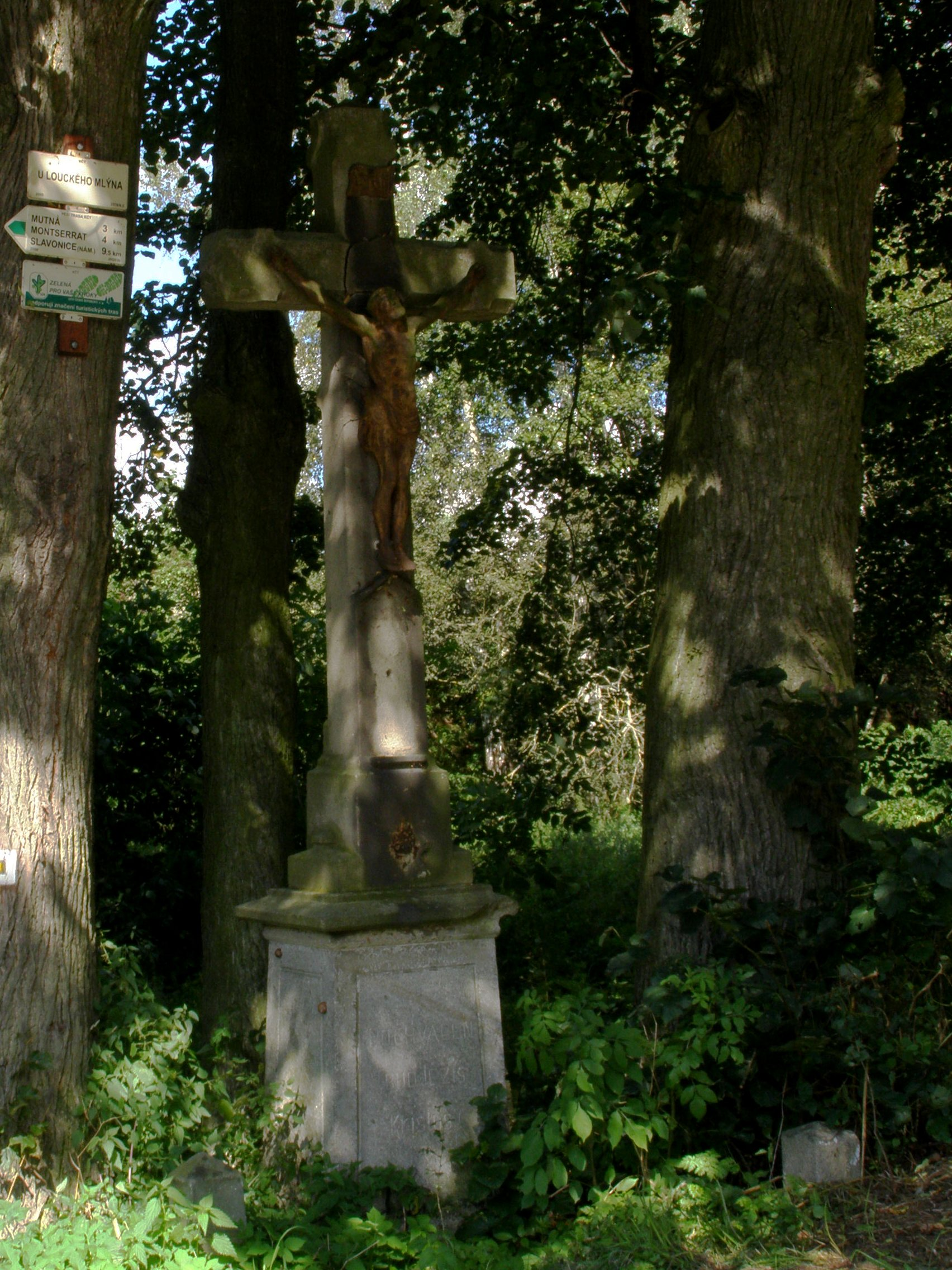
Kříž u odbočky ze silnice Staré Hobzí – Slavonice k Louckému mlýnu

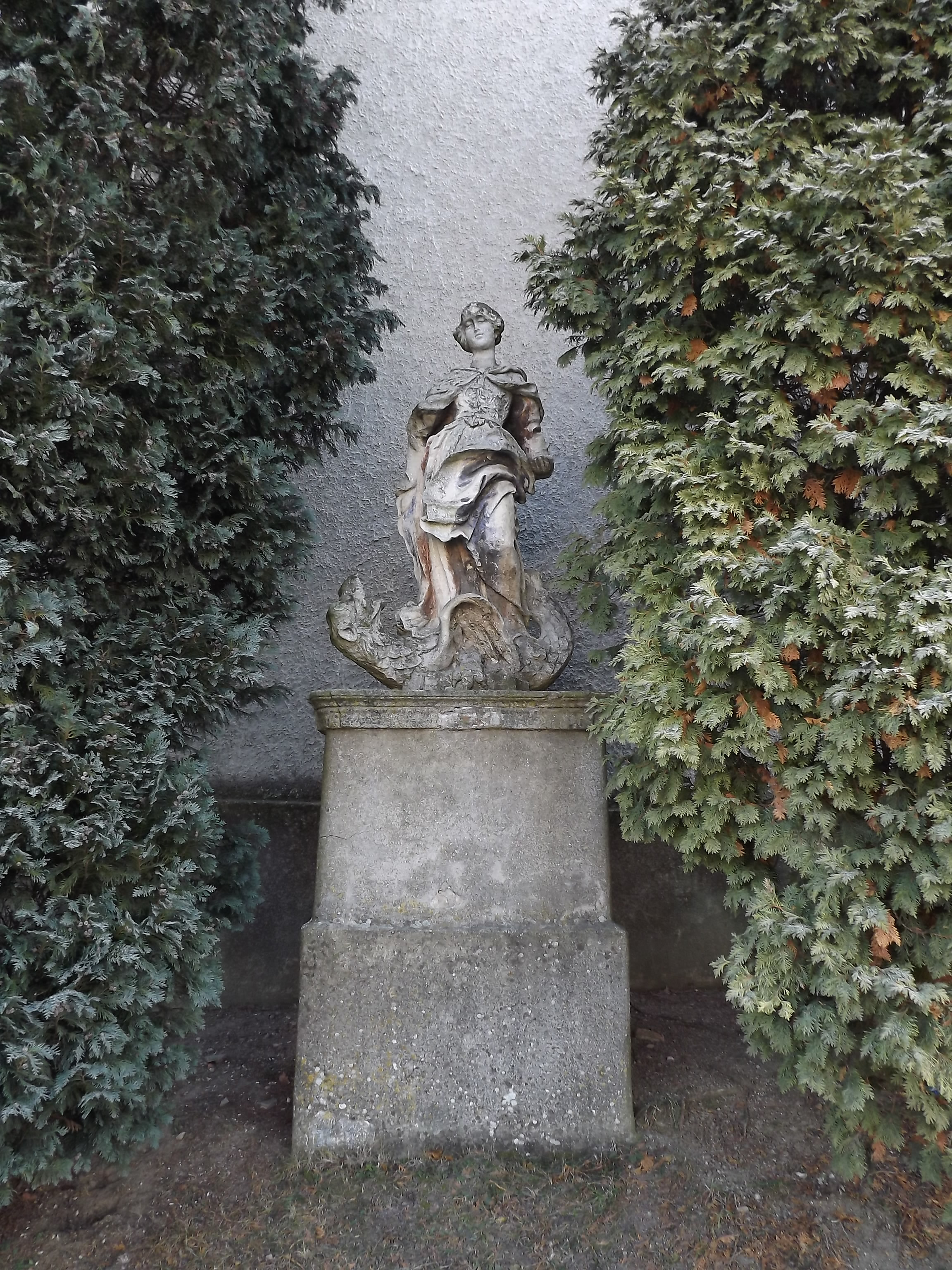
Staré Hobzí, socha svaté Markéty před kostelem Nanebevzetí Panny Marie

Po roce 1668 se začalo postupně rozdrobovat rozsáhlé telčské děkanství a v roce 1770 vzniklo děkanství jemnické, kam spadala také farnost Staré Hobzí s přifařenými a přiškolenými okolními obcemi, mlýny a hospodářskými dvory (dvůr Veselíčko, dvůr „Johannihof”, mlýn Johannisthalermühle, Loucký mlýn, mlýn Aumühle, Báňovice, Panenská, Hejnice, Nové Dvory, Holešice, Vnorovice s Habrovým mlýnem).
V celé řadě významných farářů se do dějin Starého Hobzí zapsal farář Antonín Bártek, od roku 1902 také rada biskupské konsistoře a jemnický děkan. V roce 1897 byl jmenován čestným členem obce Báňovic a v roce 1903 obce Nových Dvorů. Působil v řadě českých spolků, které pravidelně finančně podporoval. Hojně navštěvovaná byla jeho česká kázání během Svatovítských slavností (Barchan) pod Kapistránskou lípou v Jemnici.
„Ze Starého Hobzí a z okolí. Docházejí nás velmi potěšitelné zprávy, že svěcení soch sv. Cyrilla a Methoděje dne 5. července za velmi velkého účastenství jásajícího lidu v kostele farním dp. farářem samým P. Antonínem Bártkem a v neděli na to dne 7. července po slavnostním kázaní venku a po velkých službách Božích v přifařené obci v Nových Dvorech za zúčastnění se okolí celého i v průvodu svěcení nové křížové cesty veledůst. panem quardiánem z Dačic, za čestné přísluhy domácího pana faráře vykonáno bylo. Velmi poučná a dojemná kázaní před polednem i po poledni, o slavnostech obou, z paměti nám nevymizí. Zaplať Pán Bůh tisíckrát.“
Hlas, časopis církevní 1895
Dne 18. srpna 1901 se konala ve Starém Hobzí velká slavnost k 710 letům zasvěcení kostela bl. Panně Marii (rok 1191), sestávající ze slavnosti kostelní, 2. samotné slavnosti k 710 letům trvání Mariánského chrámu Páně premonstrátské kanonie, ze svěcení sochy bl. Panny Marie Lurdské, darované Josefem a Viktorií Habrovými z Báňovic, z oslavy narozenin císaře pána Františka Josefa I. a z oslavy k 25. výročí kněžství duchovního správce Antonína Bártka. Slávy se účastnil také prelát a opat Josef Karásek z Nové Říše a samozřejmě zástupy věřících z Moravy, Čech i Slezska.

### Německý školní okres Staré Hobzí

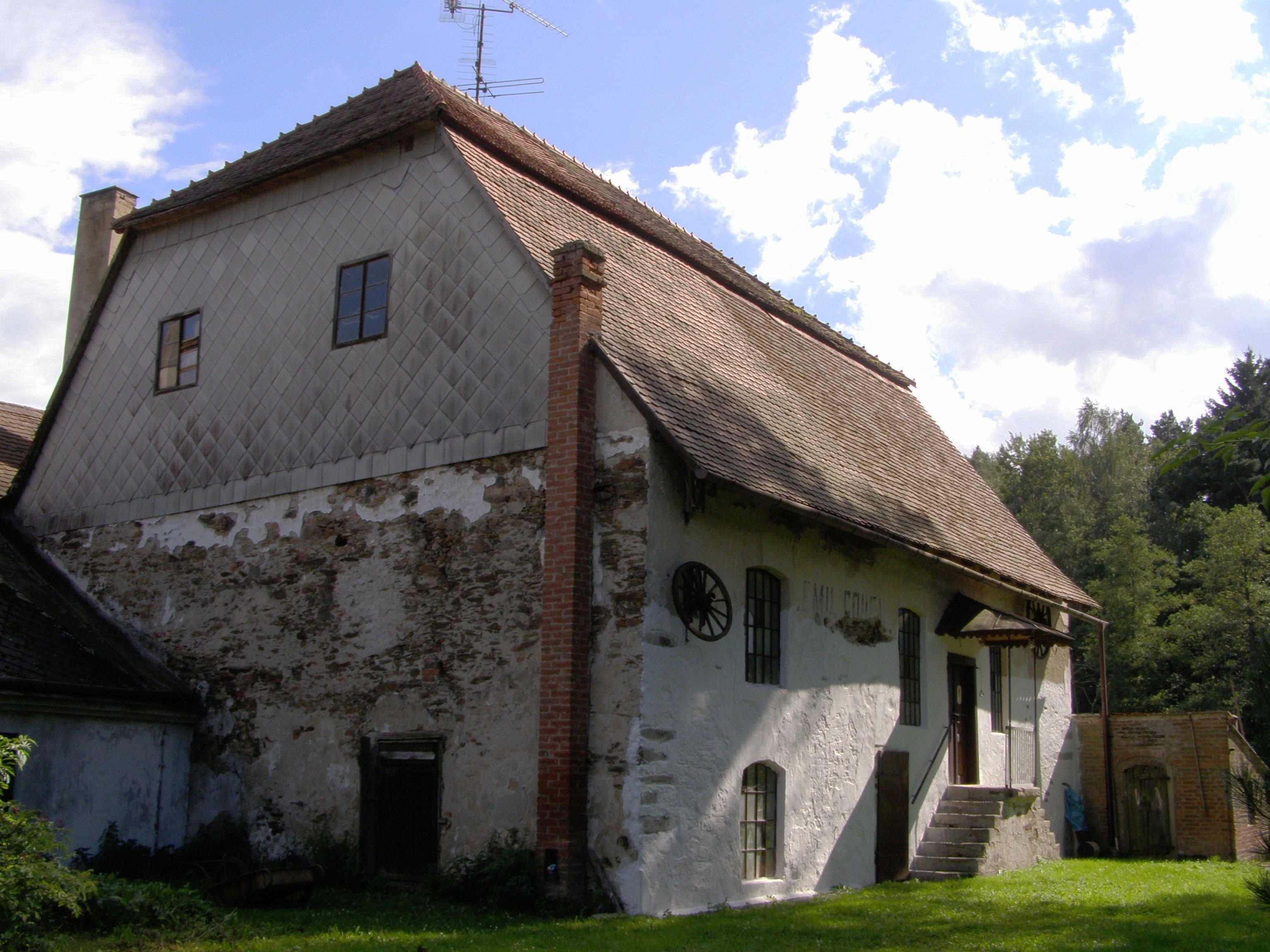
Loucký mlýn (Bruckmühle)

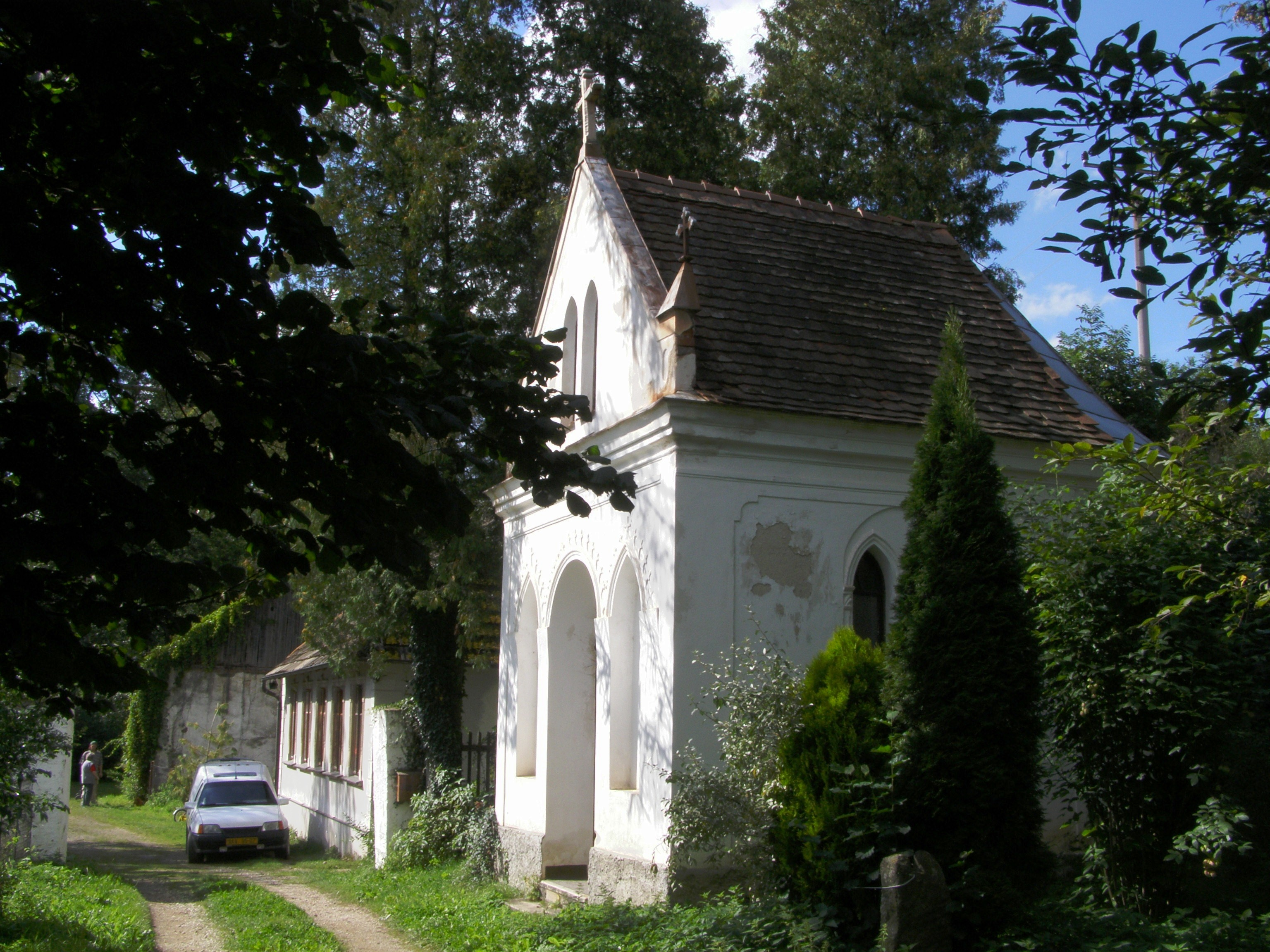
Kaple u Louckého mlýna

Část dětí na panství navštěvovala farní školu s výukou trivia ve Starém Hobzí, část pak školu v Nových Sadech, kam byla většina obcí přifařena. Farní školu a jména vyučujících (Ludirektoren) v Hobzí dokládají matriční zápisy od roku 1656. Škola v Hobzí je dále připomínána v roce 1770–1780 (učitel Franz Czerny) a v roce 1790, kdy po velkém požáru lehla popelem společně s věží kostela a farními hospodářskými budovami. Poškozeno bylo i pět kostelních zvonů a hodiny na věži. Na výstavbu nových farních budov se školou a nové kostelní věže přispěl v roce 1794 Jan Petr Flick nákladem 200 zlatých. Další požár 14. července 1913, kdy došlo opět k poškození kostelní věže s novými zvony a hodinami a při kterém museli vypomáhat dobrovolní hasiči z Jemnice a okolních obcí, se stal impulzem k založení vlastního sboru Dobrovolných hasičů/Freiwilliger Feuerwehr (1913). Hasičský sbor ze Starého Hobzí spadal pod 3. Jihlavský okres Německého hasičského svazu pro Moravu/Deutscher Feuerwehr Landesverband für Mähren. Velitelem dobrovolných hasičů byl zvolen Hammerl Anton a jeho zástupcem Vorreiter Johann.
Obecná škola je znovu připomínána v roce 1827, kdy byla vedena jako dvoutřídní s německým a českým vyučovacím jazykem (utrakvistická). Učitelé Andreas a Johann Bastel se stali 6. března 1862 členy a propagátory Včelařského spolku pro Moravu a Slezsko/Verein zur Hebung und Förderung der Bienenzucht für Mähren und Schlesien. V roce 1870 založili učitelé místní skupinu Německého učitelského spolku. Od konce 80. let převažoval na škole německý vyučovací jazyk, v roce 1884 přibyla dívkám výuka ručních prací a na škole byla zavedena průmyslová výroba (Industrial Unterricht). Od roku 1892 se vyučovalo na škole ve třech třídách, čeština pak jako povinný předmět. Z celkového počtu 995 obyvatel se v obci nacházelo 853 německé národnosti a 141 české. Školní kronika (Schulchronik) byla založena v září roku 1893 za nadučitele Johanna Schindlera.
Od roku 1891 začal v Dačicích působit místní odbor Ústřední matice školské „Dačice a okolí”, který započal usilovat o zřízení české školy pro obce Báňovice a Nové Dvory. V roce 1895 došlo k vyloučení těchto obcí z německého školního okresu Staré Hobzí a po celoročním usilovném snažení místního odboru matice školské mohl 24. září 1896 pan farář A. Bártek ze Starého Hobzí za asistence dp. kaplana A. Hlavičky a theologa A. Findy z Jemnice vysvětit novou jednotřídní českou školu v Báňovicích, nyní i pro obec Nové Dvory. Slávy se účastnil také majitel panství markrabě Pallavicini s rodinou. Národní jednota přispěla 500 korunami, zemský výbor 2 000 korunami a pan markraběte Pallaviccini 1 000 korunami.
V roce 1897 se staly Vnorovice samostatnou obcí a o rok později obec požadovala vyškolení ze školské obce Staré Hobzí. V roce 1898 zemský výbor žádost zamítl, ale povolil ve Vnorovicích zřízení jednotřídní expositury. V roce 1899 nakonec bylo vyškolení schváleno a expositura změněna na samostatnou jednotřídní školu obecnou s německým jazykem vyučovacím. Své třicetileté působení Německý učitelský spolek oslavil v roce 1900 slavnostním shromážděním, na které přizval i své kolegy z české Učitelské jednoty. V roce 1911 se ve Starém Hobzí konstituovala místní skupina Německého školského spolku/Deutscher Schulverein, Ortsgruppe Althart (nadučitel Rudolf Schneider). Ve stejném roce se konalo ve Starém Hobzí 5. října shromáždění okresního Německého učitelského spolku (okres Moravské Budějovice), na kterém se němečtí učitelé věnovali zhoršujícím se životním podmínkám učitelů (nadučitel Eduard Narozny).

### Poštovní úřad Staré Hobzí

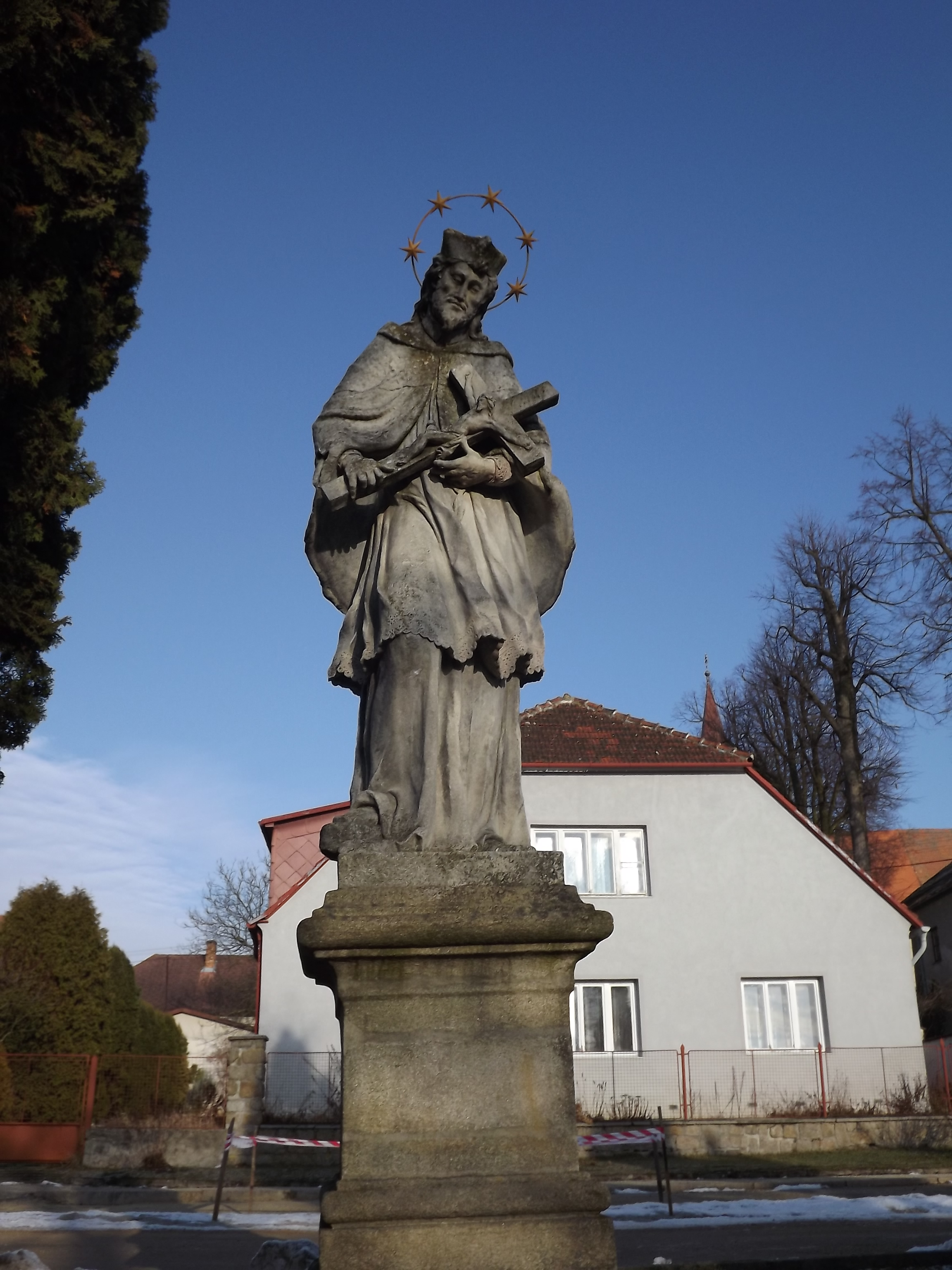
Socha Jana Nepomuckého na návsi

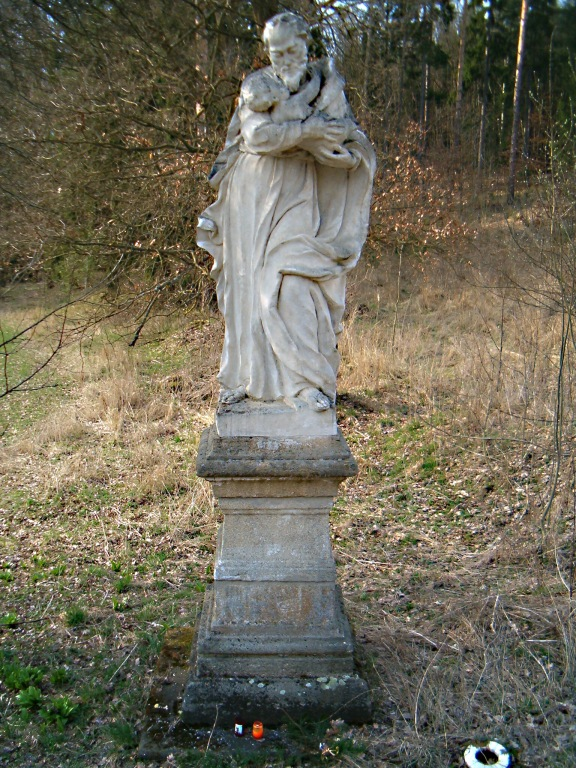
Socha svatého Josefa z poloviny 18. století při silnici ze Starého Hobzí do Janovského údolí

Dnem 15. července 1869 zahájily svou činnost poštovní expediční úřady v Dešné, Starém Hobzí a Lipolci, které byly zahrnuty do stávající poštovní sítě na jihozápadě Moravy: Dešná a Staré Hobzí s jednodenní poštovní pochůzkou do Jemnice, Lipolec s jednodenní pojízdnou poštou mezi Dačicemi a Kunžakem.
Poštovní obvod Staré Hobzí s pěší pochůzkou do Jemnice tvořily vsi, mlýny, dvory a samoty: Staré Hobzí/Alt-Hart s okolními přilehlými mlýny (U Oulehlů, Loucký mlýn), Janské údolí se dvory Hejnice, Janský Dvůr, Veselíčko), Nové Hobzí, Báňovice, Panenská, Holešice, Mutná s kostelem Montserrat, Vnorovice s Hadrovým mlýnem), Nový Dvůr a Václavov. V roce 1879, po novém konkurzním řízení, byl poštmistrem jmenován Johann Polly ze Starého Hobzí (majitel hostince), s ročním platem 150 zlatých a ročním úřednickým paušálem 40 zlatých.
V roce 1901 zavedlo hejtmanství v Moravských Budějovicích při c. k. poštovním a telegrafním úřadě v Písečném službu venkovského listonoše, který obstarával také poštovní schránky v obcích Modlavě (Modletice), Novém Hobzí, Václavově, Němstěchu (Nové Sady), Chvalkovicích, Bělčicích a Markétě. Pro c. k. poštovní úřad III. třídy, 3. stupně ve Starém Hobzí byl v roce 1905 vyhlášen nový konkurz na poštovního expedienta. Služné činilo ročně 750 korun a úřední paušál 190 korun ročně. Místo poštmistra nadále zastával Johann Polly. Od 1. dubna 1907 byla u pošt. úřadu zavedena střídavá služba (každý druhý den mimo neděle) přespolního listonoše do Holešic, Hadrmühle, Nových Dvorů, Norovic (Vnorovice), případně Báňovic a Flandorfu (Panenské). Venkovský listonoš obstarával kromě dodávání a sbírání poštovních zásilek také prodej cenných poštovních známek, rekomandovaná psaní, peněžní a cenné zásilky, spořitelní vklady a poštovní poukázky.

### Zřízení soudního okresu a finančního úřadu Slavonice
V letech 1850–1855 patřila obec pod politickou správu podkrajského úřadu v Dačicích a v rámci soudní správy pod soudní okres Jemnice. Po zřízení smíšených okresních úřadů s politickou a soudní pravomocí bylo Staré Hobzí v letech 1855–1868 podřízeno Okresnímu úřadu v Jemnici. V roce 1868 došlo k oddělení veřejné správy a soudnictví, čímž obec přešla pod pravomoc Okresního hejtmanství v Dačicích, kam patřila až do roku 1896.
Po vzniku nového Okresního hejtmanství v Moravských Budějovicích, které získalo působnost pro soudní okres Jemnice, připadla obec pod Okresní úřad M. Budějovice. Do soudního okresu Jemnice spadaly obce: Staré Hobzí, Dančovice, Dešná, Vratěnín, Lovčovice, Markéta, Modletice, Mešovice, Písečné, Plačovice, Chvalkovice, Rancířov, Hluboká, Uherčice a Županovice (Lubnice od roku 1896 a Korolupy od roku 1898).
V květnu roku 1908 rozhodlo c. k. ministerstvo spravedlnosti o zřízení slavonického soudního okresu, do kterého byly přiřazeny obce ze soudního okresu dačického: Holešice, Hostkovice, Laskovec, Lidéřovice, Lipolec, Maříž, Matějovce s Růženou, Mutná, Peč, Chvaletín, Dolní Radíkov, Český Rudolec, Cizkrajov, Stálkov, Stoječín, Bolíkov s Novou Vsí, Norovice, Mutišov, Slavonice a ze soudního okresu jemnického: Staré Hobzí, Margareta, Modlava, Nové Sady, Písečné (obec křesťanská a židovská), Slavětín a Václavov. S účinností od 1. května 1911 začal ve Slavonicích působit finanční (berní) úřad a okresní soud.

### Zdravotní obvod Slavonice - Staré hobzí
V roce 1837 mělo Staré Hobzí chudobinec, který poskytoval přístřeší pro 16 osob a jehož kapitál činil 1 000 zlatých. Zdravotní personál tvořil jeden lékař a jedna porodní asistentka. Právní základy pro zdravotnictví pak definoval říšský zdravotní zákon (Reichssanitätsgesetz) z roku 1870, na jehož základě vznikl zdravotní obvod Slavonice - Staré Hobzí. Zdravotní obvod zahrnoval 11 německých obcí s 2 261 obyvateli a jeho rozloha činila 82,18 km². Obvodní lékař sídlil ve Slavonicích. Plat obvodního lékaře sestával v roce 1907 z 656 korun a jízdného 442 korun 50 haléřů a lékař musel ovládat oba zemské jazyky, němčinu a češtinu. Dne 12. prosince 1916 byla ve Slavonicích zřízena Německo-moravská okresní komise pro ochranu mládeže a péče o dítě/Deutsch-mährische Bezirkskommission für Jugendschutz und Kinderfürsorge. Ze Starého Hobzí byl do komise zvolen nadučitel Eduard Narozny.

## Československá republika
Konec první světové války, porážka Rakouska-Uherska a vznik národních států na území bývalé monarchie představoval pro rodinu Pallavicini závažný zlom v jejich majetkové situaci. Panství Jemnice jim bylo roku 1919 zkonfiskováno, všechny krátce před tím provedené prodeje od října 1918 pozemkovým úřadem prohlášené za neplatné. V roce 1920 stát nařídil u části venkovských pozemků nucený pronájem, u pozemků, které byly déle jak 10 let v pronájmu provedl odprodej na nájemníky. V roce 1923 započalo přídělové řízení Státního pozemkového úřadu zbytkového statku Chvalkovice (53 hektarů), Komárovice (40 hektarů), Rácovice (103 hektarů) a lihovaru při dvoře v Rácovicích. V roce 1924 převzala obvodová úřadovna ve Znojmě velkostatek Jemnici (1 189 ha), Ředitelství státních lesů a statků (ŘSLS) v Třeboni získalo lesy a tři další velkostatky u Starého Hobzí (Hejnice, Veselíčko, Janov). V Janově byla zřízena Správa státních statků a při ní v roce 1928 státní sýrárna. Zámek v Jemnici a ve Starém Hobzí si mohla rodina podržet pod podmínkou, že zámek bude přístupný veřejnosti, každou sebemenší změnu bude povolovat ministerstvo kultury a že ze zámku nebude zařízení odváženo. Rozloha panství Jemnice činila v roce 1920 3 516,81 ha, po pozemkové reformě rodině zůstalo 617,33 hektaru. Po léta táhnoucích se soudních procesech, kdy došlo až na mezinárodní soud v Haagu (Cour arbitrale mixte hongroise-chechoslovaque), obdržela rodina Pallavicini v lednu roku 1934 od Československa odškodnění ve výši 4.400.000 Kč, podle rodinných zápisů bylo odškodnění hluboce pod skutečnou cenou.

### Příliv českého obyvatelstva

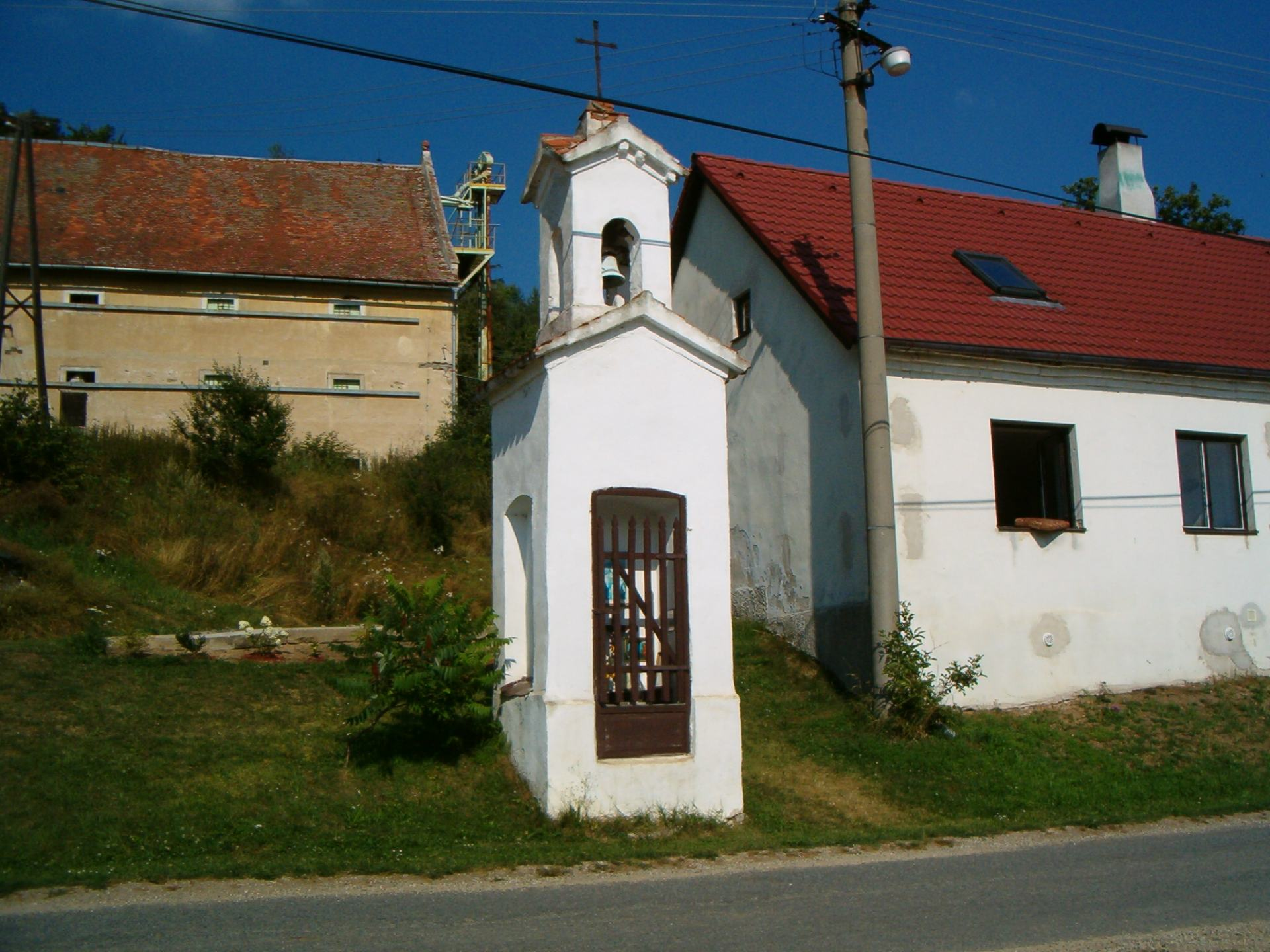
Kaplička v Novém Hobzí, v pozadí barokní sýpka (rok 2004)

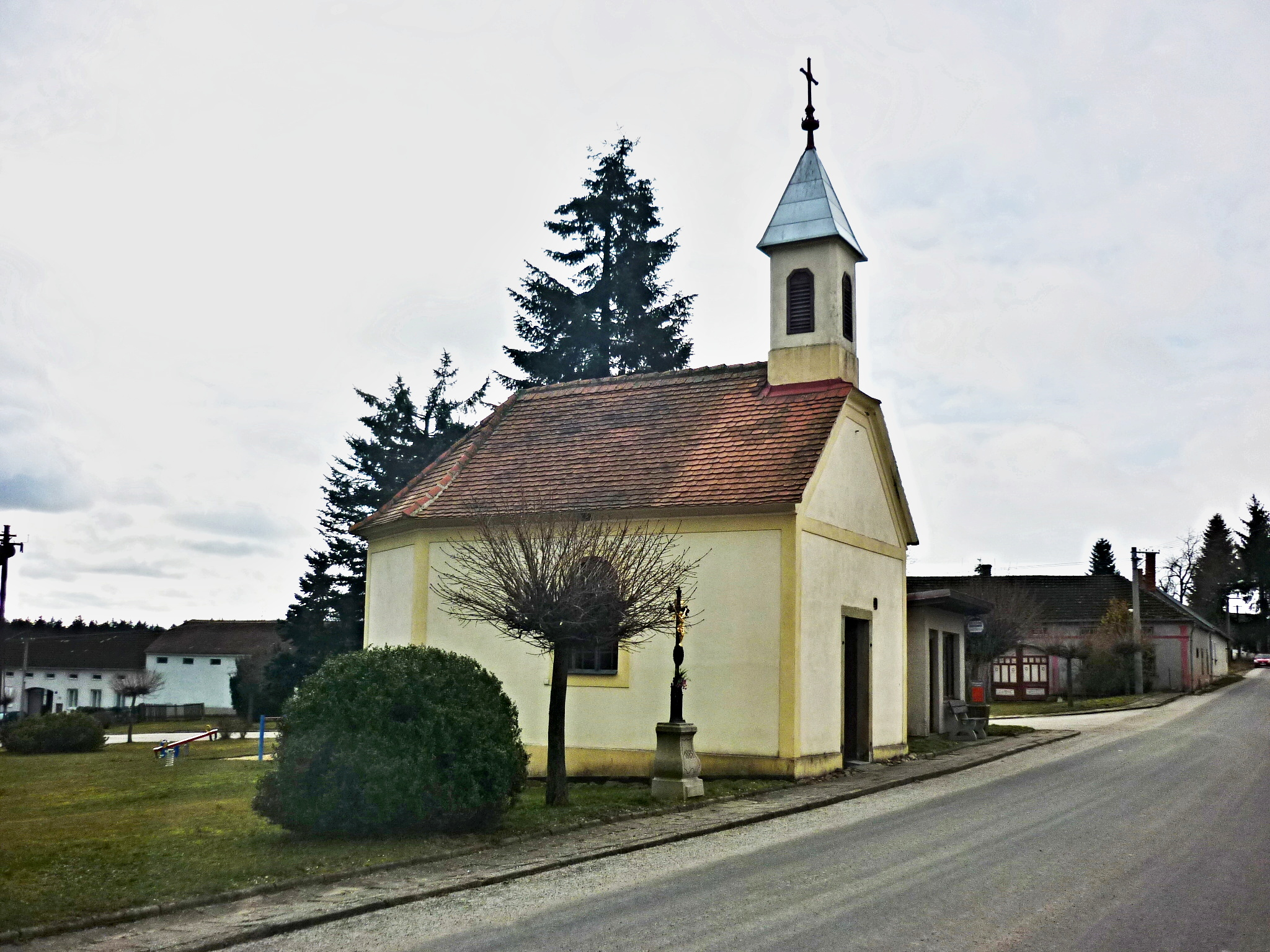
Nové Dvory kaple Navštívení Panny Marie (rok 2016)

Od roku 1919 začala ve vsi působit Národní jednota pro jihozápadní Moravu, která se snažila o zřízení české menšinové školy. Moravský zemský národní výbor rozhodl 13. srpna 1919 o otevření české obecné školy ve Starém Hobzí, do jejíhož obvodu spadaly také obce Nové Dvory a Vnorovice. Současně došlo na německé obecné škole ke zredukování provozu na dvě třídy. Na podkladě zákona o propůjčování míst legionářům začal od října 1920 na české obecné škole vyučovat bývalý legionář Josef Plšek a mohla být otevřena druhá třída.
Česká škola se dělila až do konce roku 1920 o prostory zámku s vojenskou jednotkou, která zde byla umístěna po obsazení provincie Německá jižní Morava. V roce 1922 byla obecná škola přeměněna na českou školu menšinovou a při škole začal pracovat divadelní ochotnický soubor místního okrsku Národní jednoty. Zřízení měšťanské školy (smíšené) ve Starém Hobzí schválilo Ministerstvo školství a osvěty výnosem z 2. října 1926. V roce 1927 přibyla v prostorách zámku vedle obecné, měšťanské školy, četnické stanice ještě česká mateřská škola a opatrovna, v roce 1931 kancelář starosty a bytové prostory.
V červnu 1926 se ve Starém Hobzí konala velká oslava k převzetí Janovského lihovaru. Na oslavě promluvil mimo agrárníka Staňka také farář Josef Válka z Českého Rudolce, člen správní rady „Pachtovního a kolonizačního družstva Národní jednoty” a od roku 1924 předseda okrsku Národní jednoty ve Slavonicích. Majitel lihovaru Hugo Singer se rozhodl z Hobzí odejít a prostřednictvím poslance Františka Staňka prodal celý svůj majetek za částku 370 000 Kč. Výhodné kredity k zakoupení lihovaru za 157 750 Kč pak českým rolníkům poskytly spořitelny v Telči a Dačicích, nedostatek financí na odstupné za statek vyřešil Staněk úhradou ze státních prostředků. Předsedou prvního představenstva družstva se stal v roce 1925 mlynář Emil Coufal. V roce 1927 rolníci zahájili provoz českého družstevního lihovaru. U správy státního statku v Janově zřídil československý stát sýrárnu.
Dne 15. července 1928 prodal Bernard Sachs svůj dům Jaroslavu Hálovi, který v něm následně zřídil hostinec Česká beseda. Příliv českého obyvatelstva sílil nejen prodejem zbytkových statků a přídělem rozparcelované konfiskované půdy rodiny Pallavicini do českých rukou, ale i příchodem českých učitelů, četníků, poštmistrů, rolníků, lesních zaměstnanců, cestářů (trať 56 Dačice - Staré Hobzí) a majitelů trafik (trafika čp. 23, čp. 9) z řad vysloužilých legionářů. Po obecních volbách roku 1931 získalo české obyvatelstvo převahu v obecním zastupitelstvu. Při sčítání lidu v roce 1930 mělo Staré Hobzí 851 obyvatel, z toho 518 hlásících se k české národnosti. V říjnu 1937 přibyla v Hobzí pobočka jemnické Sokolské jednoty.

### Spor o konfiskovaný dvůr Veselíčko
Zábor z velkostatku Alexandra Pallaviciniho se ve Starém Hobzí týkal dvorů Nové Hobzí, Janův dvůr, Hejnice a Veselíčko. Celková výměra zabrané půdy na těchto statcích činila 470,5 hektaru zemědělské půdy a 412 hektarů veškeré půdy a její přerozdělování doprovázela celá řada konfliktů mezi českými a německými zájemci. Spor o dvůr Veselíčko dokonce skončil až před soudem. Na návrh místního odboru Národní jednoty pro jihozápadní Moravu a místní odbočky agrární Domoviny přiznal Státní pozemkový úřad rozparcelovanou půdu 26 žadatelům z řad stoupenců české agrární strany. Rozměření a vykolíkování pozemků v roce 1925 vzbudilo velkou nevoli nejen u německých obyvatel a spolku „Deutsche Heimstatte”, ale i některých českých obyvatel obce. Následovaly stížnosti u německých poslanců, starosty obce, okresní politické správy v Dačicích a nakonec i u předsedy místní Domoviny Jana Holzapla. Když ani ten kolíky na rozparcelované půdě neodstranil, učinili tak stěžovatelé sami. Po vyšetřování místními četníky bylo obžalováno 21 německých a 8 českých obyvatel, z toho 3 odsouzení pachatelé byli amnestováni. Části německých zájemců ze spolku „Deutsche Heimstatte” pak byly přiděleny do pronájmu farní pozemky o rozloze 22 ha. Zdejší průběh pozemkové reformy vnímalo německé obyvatelstvo jako „krajně nespravedlivý zásah proti německému obyvatelstvu” a celá akce je v obecní kronice podrobně zaznamenána.

### Činnost německých spolků

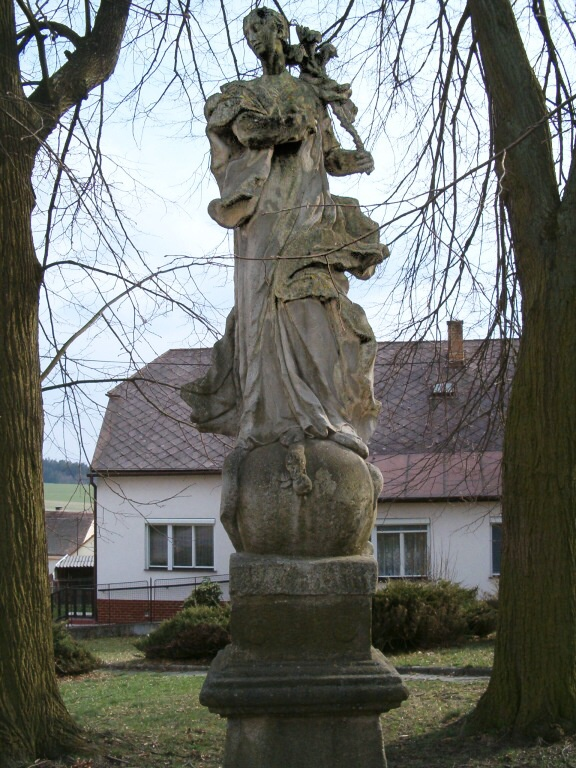
Socha Panny Marie Immaculaty před zámkem ve Starém Hobzí

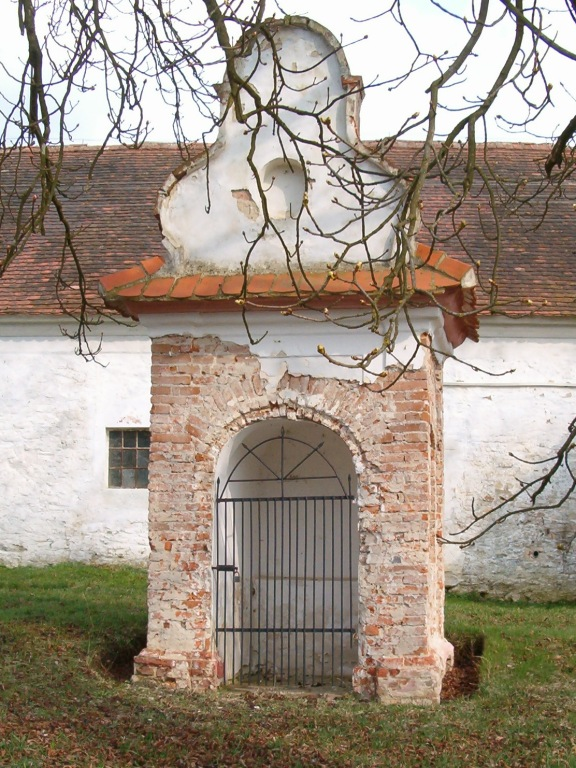
Kaplička u dvora Veselíčko

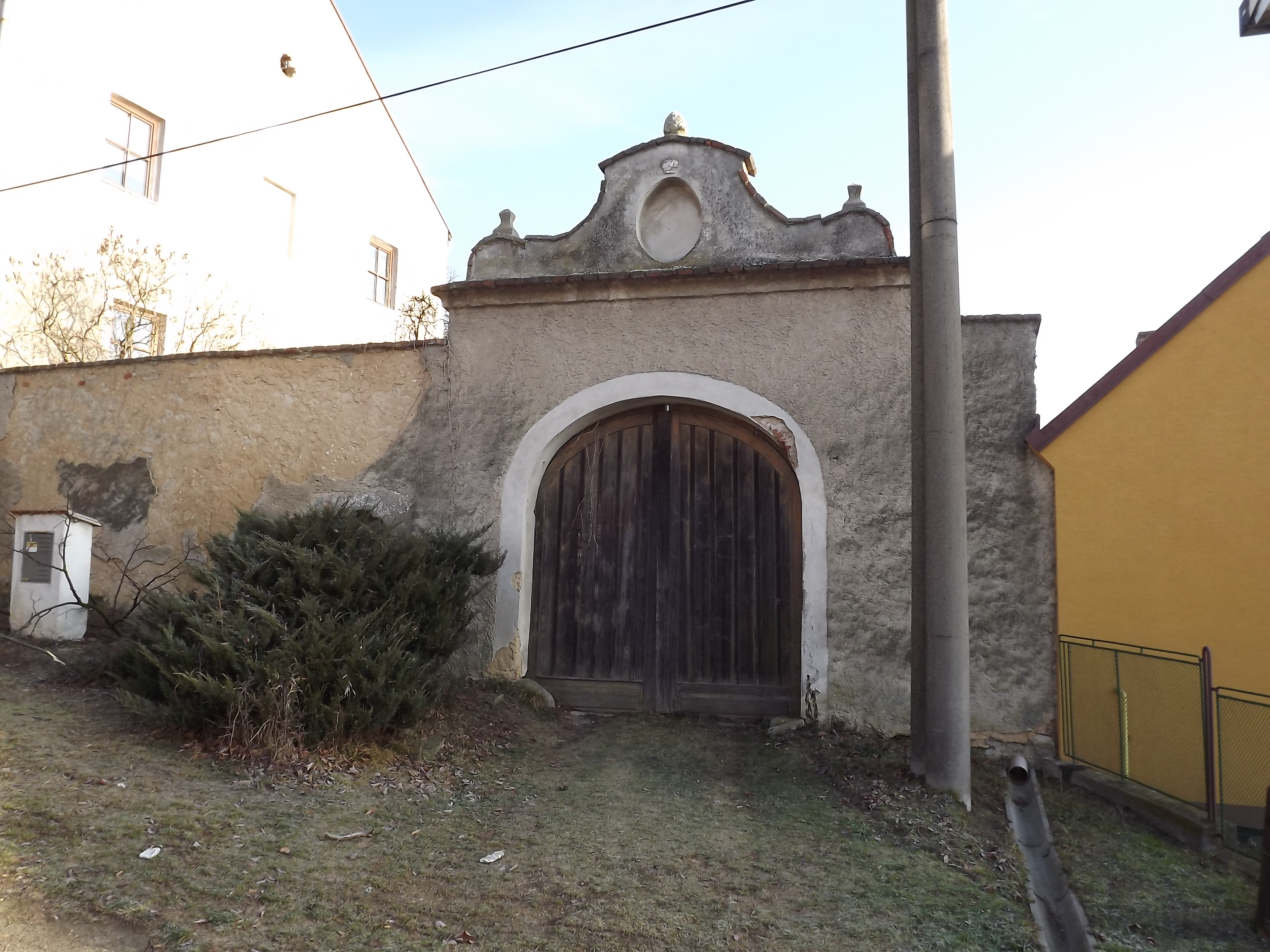
Brána a branka fary (čp. 31)

Ještě v první polovině třicátých let nebyla německá tzv. obranářská činnost ve Starém Hobzí přesvědčivá a v místních odbočkách nijak silně zastoupená. Na týdenním školení německých rolníků, pořádaném v Písečném Organizací německých zemědělců Moravy/Organisation der deutschen Landwirte Mährens od 22. do 27. února 1926 reprezentovali Hobzí jen 4 sedláci. Změna nastala až po roce 1935, kdy byla také založena odbočka Svazu Němců ve Starém Hobzí/Bundesgruppe Althart, která spadala pod svazový okres Slavonice/Bundesbezirk Zlabings župy jižní Moravy/Gau Südmähren. Slavonický okres tvořily odbočky: Staré Hobzí (Althart), Český Rudolec (Böhmisch Rudoletz), Hostkovice (Hostes), Lipolec (Lipolz), Marketa (Margarethen), Matějovec (Modes), Písečné (Piesling), Slavětín (Slawathen), Cizkrajov (Sitzgras), Stálkov (Stallek), Stoječín (Stoitzen), Dolní Radíkov (Unter Radisch), Slavonice (Zlabings), Vratěnín (Fratting), Mešovice (Nespitz), Chvalkovice (Chwalkowitz), Županovice (Zoppanz). Z celkového počtu 321 místních německých obyvatel jich do Svazu Němců vstoupilo 11 (3,42%).
V roce 1935 došlo k úpravě svazových stanov, změně organizační struktury a k zavedení vůdcovského principu. Ve stejném roce Svaz Němců vytyčil hlavní pracovní témata, která se ve školství točila kolem nového zákona o zřizování a vydržování „újezdních měšťanských škol” (Sprengelbürgerschulen). Další téma se týkalo nákupu objektů a zřizování pracovních míst (Der Kamp um der Arbeitsplatz). Od poloviny roku 1937 se všechny obranářské svazy (Německý kulturní svaz, Německý turnerský svaz, Svaz Němců) dohodly na formování jednotné organizace pod vedením Sudetoněmecké strany (SdP). Do této doby také spadá jediná větší akce ze strany místních Němců, kdy na konci roku 1937 hospodářský strážce (Wirtschaftswart) zdejšího německého spolku Bund der Deutschen (BdD) podnítil za pomoci pozemkového ochranného družstva „Heimatscholle” koupi zámeckého objektu. Ze zámecké budovy měl být vybudován tzv. Německý dům, ve kterém by byly spolkové místnosti SdP, tělocvična turnerů, taneční sál a sídlo dalších německých spolků, postupně sjednocovaných za účelem vzniku jednotné sudetoněmecké organizace.

### Židovské obyvatelstvo
Staré Hobzí přišlo o svoji židovskou komunitu na konci dvacátých let 20. století. Po vzniku Československa a při sčítání lidu v roce 1921 žily ve Starém Hobzí dvě židovské rodiny, Sachsova a Singerova. Podnikatel Hugo Singer si v roce 1913 pronajal na 12 let pozemky fary ve Starém Hobzí o rozloze přes 22 ha a provozoval lihovar v Janově. V roce 1927 celý svůj majetek prodal a z Hobzí se odstěhoval. Rodina Bernharda Sachse, obchodníka se smíšeným zbožím, se odstěhovala v roce 1928. Poslední zprávy o Bernhardovi Sachsovi pochází z transportu „BC Brno - Terezín” z 2. prosince 1941 a poté z transportu „O Terezín - Riga” z 9. ledna 1942. Toto datum se považuje za datum jeho smrti.

### Četnické stanice a celní pohraniční pásmo
Četnické stanice: Dačice, Český Rudolec, Slavonice, Jemnice, Vratěnín, Telč, Studená, Želetava zřídilo c. k. místodržitelství na Moravě a zemské velitelství četnictva č. 4 v Brně na podkladě c. k. zákona o četnictvu č. 19/1876 říšského zákoníku. Ve Starém Hobzí se četnická stanice nenacházela a městys spadal do četnického obvodu jemnického a slavonického. Další četnické stanice pod Okresním četnickým velitelstvím v Dačicích přibyly až po roce 1920: Budeč, Markvarec, Budíškovice, Řečice, Staré Hobzí, Písečné, Bolíkov, Nová Říše, Mrákotín, Popelín, Stará Říše, Urbanov, Panské Dubenky.
Dohoda o malém pohraničním styku z roku 1929 rozšířila pohraniční pásmo po obou stranách hranice do hloubky patnáct kilometrů. Slavonické pohraniční pásmo tvořily: Bolíkov, Cizkrajov (Cizkrajov, Felixův Mlýn, Myslivna, Zámeček u Bolíkova), Nové Hobzí, Staré Hobzí (Janský Dvůr, Hejnice, Staré Hobzí, Loucký Mlýn, Nový Mlýn, U Oulehlů, Veselíčko), Holešice, Chvaletín, Kadolec, Léštnice, Marketa, Maříž, Modletice, Mutišov, Mutná (Mont-Serrat, Mutná, Janské údolí), Písečné (Krokovice, Červený Mlýn, Písečné), Rubašov, Nové Sady, Slavětín, Slavonice (Dvorský Mlýn, Fuchsův Mlýn, Hirschjirglův Mlýn, Pastouška, Slavonice, Šibeňák), Stálkov (Pohodnice, Stálkov), Stoječín (Bílý Dvůr, Doubkův Mlýn, Stoječín), Václavov, Nová Ves, Vlastkovec, Vnorovice (Hadrův Mlýn, Vnorovice).
V roce 1936 započalo Zemské vojenské velitelství Brno na úseku III. sboru čs. armády pod velením div. gen. Antonína Hasala na jižní Moravě se stavbou lehkého opevnění, které se v září 1938 táhlo od Slavonic až po Břeclav. Mimo toho se budoval překážkový systém a železobetonové chaty pro posádky (kasárna). Linie 1. úseku Slavonice začínala na zemské hranici západně od Slavonic a odtud pokračovala lesním masivem nad Slavonice a podél silnice ke kótě 604 Šibeniční vrch. Po mírném stočení do vnitrozemí ke Chvaletínu pokračovala až k Moravské Dyji u Janova. Tok Dyje sledovaly řopíky přes Modletice, Nové Sady až do Písečného. Bunkry stály podél silnice na Rancířov a u Županovic se napojovaly na úsek 3 Jemnice. V roce 1938 se ještě dostavěly vložené objekty z úseku 9 Jemnice II.

## Třetí říše – župa Dolní Podunají
Přes protesty českého obyvatelstva bylo Staré Hobzí podle sčítání lidu z roku 1910 zahrnuto do odstoupeného území a 8. října 1938 obsazeno německou armádou. Staré Hobzí spadalo pod Ostmark - Reichsgau Niededonau - 26. Landkreis Waidhofen an der Thaya (27 obcí). Soudní úřady se nacházely ve městech Raabs an der Thaya, Waidhofen an der Thaya a ve Slavonicích, do jehož soudního obvodu připadlo Staré Hobzí. Podle úředního soupisu z roku 1942 žilo v Hobzí 715 obyvatel z toho 339 mužů. Domácností bylo evidováno 214. Ve Starém Hobzí se nacházela pošta a matriční úřad. Místní skupiny 23. okresu NSDAP (na bývalém československém území) se nacházely v obcích: Staré Hobzí, Český Rudolec, Dešná, Lidéřovice, Písečné, Slavonice.
V posledním válečném roce se ve Starém Hobzí nacházelo civilní obyvatelstvo z Vídně a okolí (ochrana před nálety), evakuovaná německá děvčata z Horního Slezska a od poloviny dubna 1945 také německý vojenský lazaret. V 1. poschodí zámku provozovala odbočka německé firmy z Lübecku „Dräger-Werke Wien XX” (nyní Drägerwerk AG & Co. KGaA) chemické laboratoře. Vídeňská odbočka vyráběla všechny druhy plynových masek, dýchací přístroje pro letectvo, filtrační vložky do protileteckých krytů, vzduchová zařízení do válečných ponorek atp. Poslání chemických laboratoří v Hobzí se nezdařilo zjistit ani po válce.

## Československá socialistická republika

### Zajatecký tábor
Motorizované jednotky Rudé armády (RA) dorazily do Starého Hobzí ze směru od Jemnice 12. května 1945, po nich pak na koních a s povozy další jednotky 2. ukrajinského frontu maršála Malinovského, které sebou přivezly válečné maďarské a německé zajatce. Obce se dotkly i velké přesuny vojsk RA přes jihozápadní Moravu. Zajatecký tábor u Starého Hobzí fungoval od 12. května do 16. července 1945. Podle svědků zde mělo být soustředěno až na 40 000 zajatců, které rudoarmějci postupně přepravovali z vlakového nádraží ve Slavonicích do gulagů na Sibiř, některé předali za pracovním účelem čsl. vojenským a civilním orgánů a zbytek byl evidován v zajateckém táboře ve Znojmě.
Zajatecký tábor se rozprostíral v lese za mostem přes řeku Dyji po obou stranách silnice Staré Hobzí - Slavonice, po pravé straně od stráně za řekou až k polní cestě do Mutné se nacházeli maďarští zajatci, po levé straně silnice zase němečtí zajatci. Důstojníci RA se ubytovali v dřevěné chatě nad lesem, táborovou pekárnu zásoboval kukuřičnou moukou mlynář Mácha z Horního mlýna v Cizkrajově a elektřinou mlynář Coufal z bývalého Louckého mlýna, kde si RA zřídila odpočívárnu pro stráže. Po vypuknutí tyfu v zajateckém táboře zřídila Rudá armáda v starohobezském zámku zajatecký lazaret, před tím ale veškeré zámecké zařízení odvezla.

### Odsun německého obyvatelstva
Partyzánská skupina z Tábora o síle 10. čet pod velením pluk. jezdectva Vladimíra Hobzy se přesunula 6. června 1945 do Slavonic a ještě téhož dne provedla odsun německého obyvatelstva ze Slavonic do Rakouska. Podle rozkazu pluk. Hobzy, sepsaném na velitelství partyzánů ve Slavonicích, následoval 7. června 1945 dopoledne odsun v obcích: Nové Sady, Marketa, Písečné, Modletice, Václavov, Nové Hobzí, Staré Hobzí, Mutná, Holešice a odpoledne v obcích: Cizkrajov, Urbaneč, Vnorovice, Nové Dvory. Rozkaz byl adresován posádkovému velitelství četnictva, které mělo zajistit četnické hlídky ve jmenovaných obcích a podílet se na odvodu vystěhovaného obyvatelstva až za hranice. Osobní věci, zabavené při „čištění“ dačického okresu, měl odevzdat podplukovník Čekal při průjezdu Dačicemi na Okresním národním výboru (ONV).
Po příjezdu do Starého Hobzí partyzáni vybrali pět (či šest) rukojmích, které postavili ke zdi a do půl hodiny se muselo vybrané obyvatelstvo připravit s 50 kg zavazadlem k odchodu. Následně bylo hnáno za střelby do vzduchu směrem k obci Peč. Transport na hranici zajišťovala další četa na trase Lidéřovice – Peč – Cizkrajov – Mutná – Chvaletín - státní hranice. Ze Starého a Nového Hobzí bylo vyhnáno 397 německých žen, starců a dětí. Zůstalo 23 obyvatel ze smíšených manželství. Ve druhé etapě řízených transportů bylo odsunuto zbývajících 200 Němců, kteří zde byli ponecháni na práci (např. na statku v Hejnicích pracovalo 32 vojáků ze zajateckého tábora). Hned po odsunu obec osídlovalo přibližně 70 obyvatel z blízkých moravských obcí či obyvatelé, kteří z obce odešli po záboru. K osazování pohraničních farností došlo až na konci srpna a začátkem září 1945. Do Starého Hobzí nastoupil jako správce fary bývalý jemnický kaplan dp. Teplík.

### Politická správa
Dekretem presidenta republiky ze dne 27. října 1945 o územní organisaci správy, vykonávané národními výbory, došlo k obnovení země Moravskoslezské a správního okresu Dačice. Prvním předsedou MNV ve Starém Hobzí se stal Rudolf Hála, člen KSČ. Na základě správní reformy z roku 1948 a vládního nařízení o územní organisaci okresů 3/1949 Sb. spadala obec pod kraj Jihlavský, okres Dačice a soudní okres Jemnice. Po vyhlášení zákona č. 36/1960 Sb., o územním členění státu, se stalo Staré Hobzí administrativní součástí Jihočeského kraje a okresu Jindřichův Hradec. V sedmdesátých a osmdesátých letech 20. století docházelo k vytváření tzv. střediskových obcí, což se dotklo také Starého Hobzí. V roce 1974 byla ke Starému Hobzí přiřazena obec Báňovice. Obecní části Starého Hobzí tvořily: Báňovice, Janov, Nové Dvory, Nové Hobzí, Staré Hobzí, Vnorovice.

### Kolektivizace
Místní organizace KSČ byla ve Starém Hobzí založena těsně po odsunu německého obyvatelstva a již 2. srpna 1945 podával časopis komunistické strany na Jihlavsku „Kladivo a srp” zprávu o jejím fungování. Místní komunistická organizace propagovala v koutu jihozápadní Moravy politiku KSČ a v zemědělství zakládání Jednotných svazů českých zemědělců. V říjnu 1945 byla znovu zřízena Vrchní správa státních statků v Janově se státním lihovarem (zrušen roku 1952) a státními dílnami. Dnem 1. ledna 1949 stát zřídil státní lesní a zemědělské podniky ve formě národních podniků (n. p.): Správa státních statků v Janově přešla pod Státní statek n. p., Dačice (1952–1962, 1963–1975 Semenářský státní statek n. p., Dačice, 1976–1977 Státní statek n. p., Dačice).
„...dobrou organisací a pilnou prací všech národních správců a péčí předsedy MNV Rud. Hály, podařilo se zvládnouti veškeré zemědělské práce a skliditi úrodu o žních. Tato skutečnost se projevila nyní při plnění dodávek. Zemědělci Starého Hobzí pochopili potřeby celku a nejenom že splnili povinnou dodávku, ale dodali o celých 302,6 metrických centů chlebového obilí více, než činil předepsaný kontigent. Staré Hobzí se tím zařadilo mezi první obce v pohraničí dačického okresu.”
Kladivo a srp, časopis komunistické strany Československa na Jihlavsku, 1.03.1946
Jednotné zemědělské družstvo (JZD) Staré Hobzí (Dyje) bylo založeno v roce 1953 a postupně sloučeno: roku 1957 s JZD Nové Dvory, roku 1961 s JZD Borek, roku 1962 s JZD Hradištko, roku 1971 s JZD Vnorovice a roku 1974 s JZD Chlumec. Od ledna 1978 byl Státní statek Hejnice přidělen pod Jednotné zemědělské družstvo (JZD) Dyje ve Starém Hobzí. a ve stejném roce byla budova bývalé Flickovy manufaktury, která sloužila jako sklad Jednotného zemědělského družstva, zbořena.

## Spolky do roku 1938
- 1862 Včelařský spolek pro Moravu a Slezsko/Verein zur Hebung und Förderung der Bienenzucht für Mähren und Schlesien.[41]
- 1870 Německý učitelský spolek, místní skupina Staré Hobzí/Deutscher Lehrerverein, Ortsgruppe Althart[50]
- 1891 Ústřední matice školská, místní odbor „Dačice a okolí”,[117] pod školskou maticí pracoval také „Kroužek veselé společnosti” v Novém Hobzí[118]
- 1893 německý Hospodářský spolek pro Jemnici a okolí/Landwirtschaftlicher Verein für Jamnitz und Umgebung
- 1896 český Hospodářský spolek Jemnický, členem pan farář Antonín Bártek ze Starého Hobzí[119]
- 1898–1922 Musejní a knihovní spolek v Dačicích, provozoval ve Starém Hobzí lidovou knihovnu (r. 1900 79 svazků), majitelem knihovny byl ale „Akademický spolek" v Telči.[120][121] Šířil české časopisy: „Muzejník” časopis Vlasteneckého spolku muzejního v Olomouci, „Pravěk” časopis Moravského archeologického klubu v Brně, Český lid, Selský archiv, Matici lidu a Libuši. Lidové knihovny převzala za první republiky Národní jednota pro jihozápadní Moravu.[122]
- 1906 Bund der Deutschen Südmährens, místní skupina Staré Hobzí[123]
- 1911 Německý školský spolek, místní skupina Staré Hobzí/Deutscher Schulverein, Ortsgruppe Althart[51]
- 1914 Dobrovolní hasiči Staré Hobzí/Freiwillige Feuerwehr Althart, 3. jihlavský okres Německého hasičského svazu pro Moravu/Deutscher Feuerwehr Landesverband für Mähren.[40]
- 1919 Národní jednota pro jihozápadní Moravu, místní odbor Staré Hobzí, divadelní ochotnická skupina[68]
- 1920 Německý kulturní svaz/Deutscher Kulturveband, míst skupina Althart zřízena po vzniku Československa, nahradila Německý školský spolek
- 1920 Německý zemský svaz pro hasiče a záchrannou službu na Moravě/Deutscher Landesverband für Feuerwehr- und Rettungswesen, od roku 1926 nový německý hasičský okres Slavonice-Jemnice, do kterého přešla hasičská družstva z okresu jihlavského (Staré Hobzí, Lidéřovice, Lipolec, Matějovec, Písečná, Český Rudolec, Stoječín, Stálkov, Cizkrajov, Bolíkov a Rancířov), z okresu znojemského (Dešná, Vratěnín a Lubnice) a z okresu vranovského Korolupy.[124]
- 1935 Bund der Deutschen, před vznikem Československa nebyla místní skupina příliš činná.[125] Nové stanovy v roce 1935 přinesly změnu organizační struktury a zavedení vůdcovského principu. Místní skupina Althart spadala pod župu Jižní Morava/Gau Südmähren a okres Slavonice/Bundesbezirk Zlabings.[126]
- Organizace německých zemědělců Moravy/Organisation der deutschen Landwirte Mährens, župa Jihlava-Slavonice/Gauverband Iglau-Zlabings, v nové republice organizace nahradila německý Hospodářský spolek.[127]
- 1937 Sokolská župa plukovníka Švece, pobočka ve Starém Hobzí pod sokolskou jednotou v Jemnici. Druhá pobočka byla založena pod sokolskou jednotou Dačice ve Slavonicích.[81]

## Přírodní poměry
Podél západní hranice katastrálního území teče řeka Moravská Dyje, jejíž niva zde je chráněna jako přírodní památka Moravská Dyje.

## Obyvatelstvo
| Rok            | 1869  | 1880  | 1890  | 1900  | 1910  | 1921  | 1930  | 1950 | 1961 | 1970 | 1980 | 1991 | 2001 | 2011 | 2021 |
| -------------- | ----- | ----- | ----- | ----- | ----- | ----- | ----- | ---- | ---- | ---- | ---- | ---- | ---- | ---- | ---- |
| Počet obyvatel | 1 199 | 1 278 | 1 267 | 1 188 | 1 128 | 1 120 | 1 119 | 826  | 882  | 755  | 684  | 620  | 570  | 520  | 507  |
| Počet domů     | 223   | 226   | 221   | 220   | 218   | 215   | 223   | 220  | 192  | 190  | 178  | 198  | 204  | 219  | 220  |

## Obecní správa

### Části obce
V katastru obce Staré Hobzí se nalézá lovecký zámeček v Janovském údolí, Janovský dvůr (nyní rekreační středisko Janov), hospodářský dvůr Veselíčko a statek (brownfield) Hejnice, dále pak samoty: Loucký mlýn a bývalý mlýn U Oulehlů (též Wölfův mlýn či Velflův mlýn). Obec se skládá z pěti částí na čtyřech katastrálních územích:
- Staré Hobzí (i název k. ú.)
- Janov (leží v k. ú. Staré Hobzí)
- Nové Dvory (i název k. ú.)
- Nové Hobzí (i název k. ú.)
- Vnorovice (i název k. ú.)

Od 30. dubna 1976 do 23. listopadu 1990 k obci patřily i Báňovice.

### Obecní symboly
Znak a vlajka byly obci uděleny rozhodnutím předsedy Poslanecké sněmovny Parlamentu České republiky dne 18. dubna 2014.

## Doprava
Po zřízení nového československého státu se na jihozápadní Moravě zhroutil za Rakouska-Uherska léty budovaný dopravní systém napojený na Dolní Rakousko. V roce 1920 si představitelé místních německých obcí vymohli u ředitelství pošt a ministerstva pro veřejné práce zavedení jednoho poštovního autobusu na trase Slavonice-Písečné-Dešná-Jemnice, který umožnil spojení se železniční dráhou Slavonice-Schwarzenau a Slavonice-Jihlava, dále pak s lokální dráhou Jemnice-Moravské Budějovice (1921 4× denně, 1923 redukce spojů). V roce 1933 požadovalo okresní město Dačice znovuzavedení poštovního autobusového spojení Dačice-Jemnice, dále pak železniční připojení na tratě Jemnice-Moravské Budějovice, Slavonice-Dačice. Na přelomu let 1935/36 se budovaly silnice pro automobilovou a autobusovou dopravu na trase Znojmo-Slavonice. Autobusová linka ČSAD Znojmo-Štítary-Nový Bítov-Vranovská přehrada-Vysočany- Korolupy-Dešná-Písečné-Slavonice nahrazovala příhraniční linku přes Vranov, Frejštejn/Podhradí nad Dyjí, Vratěnín, Písečné do Slavonic. Autobusového spojení Dačice-Jemnice-Moravské Budějovice s napojením na státní dopravu do Brna se obyvatelstvo dočkalo až 1. listopadu 1938, tedy po odstoupení pohraničí.

## Pamětihodnosti
Kříže u cesty, kapličky a Boží muka nesly jména svých donátorů, německé nápisy a jména zakladatelů byly po odsunu německého obyvatelstva odstraněny: na cestě k Louckému mlýnu „Pokorny“ kříž, „Pokorny“ boží muka, u odbočky k Louckému mlýnu „Seidl“ kříž, na silnici do Jemnice „Vorreiter“ kříž a „Thomerl“ kříž, na silnici do Veselíčka se nachází Boží muka z roku 1721, na staré hřbitovní cestě „Wallisch“ kříž, naproti bývalému lomu „Taufer“ kříž, na cestě do Holešic železný kříž od pana faráře Bártka, na polní cestě do Panenské kříž od Johanna a Marie „Vorreiter“, na silnici do Vnorovic železný kříž od Johanna a Marie „Wanko“. Boží muka v předzahrádce si nechali vystavět také majitelé bývalého čp. 126.
- Zámek Staré Hobzí
- Floriánská kaple u dvora Veselíčko z roku 1721
- Socha Panny Marie Immaculaty před zámkem, pochází z kostela Panny Marie Bolestné u Mutné (Montserrat)
- Socha svatého Jana Nepomuckého na návsi ve Starém Hobzí, pochází z kostela Panny Marie Bolestné u Mutné (Montserrat) (kolem roku 1730)
- Socha sv. Josefa z poloviny 18. století při silnici ze Starého Hobzí do Janovského údolí, v jejíž blízkosti byl roku 1784 zavražděn hrabě Josef Franz Deblin. Sochu nechal vystavět v roce 1785 farář z Nových Sadů Johann August Hoffmann.
- Kostel Nanebevzetí Panny Marie a svatého Ondřeje
- Socha sv. Markéty před kostelem, pochází z kostela Panny Marie Bolestné u Mutné (Montserrat)
- Loucký mlýn západně od obce Staré Hobzí asi 1,5 kilometru po silnici č. 152, dále odbočkou po příjezdové cestě k mlýnu, při které stojí kaple z roku 1920, zbudovaná majitelem mlýna Josefem Coufalem.[142]
- Jez na Moravské Dyji ze 16. století
- 2. zastavení Kristkovy podyjské glyptotéky – Kameny přání

## Turistika a rekreace

### Hipostezka Vranov nad Dyjí - Uherčice - Plačovice - Maříž
V rámci projektu „Podpora jezdecké turistiky na jihozápadní Moravě” vznikla za podpory Nadace Partnerství za účelem propojit hipostezku Znojmo - Vranov nad Dyjí s jihočeskými trasami hipotrasa Vranov nad Dyjí - Uherčice - Plačovice - Maříž. Hipostezka prochází jižně pod Starým Hobzím lesnatým komplexem (Holubí a Holubičí vrch), v Janově překračuje tok Moravské Dyje a pokračuje v okolí Mutenské obory k Chvaletínu a do Maříže. V Uherčicích se hispostezka napojuje na dolnorakouské trasy. Plačovické dostihové stáje (VALORY) a jezdecké centrum v dolnorakouském Autendorfu (u Drosendorfu) spolupracují již od roku 2005. V určitých úsecích kopíruje cyklistickou trasu Greenway Praha–Vídeň (trasu č. 48).

### Cyklostezka Greenway řemesel a vyznání
Cyklistická trasa Greenway Praha–Vídeň je doplněna navazujícím okruhem „Greenway řemesel a vyznání”. Jedná se o síť místních tras severně od trasy Jindřichův Hradec – Slavonice (území ohraničené městy a obcemi Kamenice nad Lipou, Lidmaň, Nová Cerekev a Pelhřimov, vrchem Křemešník a městy a obcemi Horní Cerekev, Batelov, Telč, Dačice a Staré Hobzí).

## Osobnosti
- Antonín Bártek (* 13. května 1852, Krásno u Val. Meziříčí, † 14. května 1917, Staré Hobzí), farář ze Starého Hobzí, děkan jemnický, bisk. rada a inspektor náboženství na měšťanských školách. Na kněze byl vysvěcen 5. července 1876, od roku 1883 byl farářem, nejprve ve Fryšavě, pak od roku 1895 až do své smrti ve Starém Hobzí.[143]
- Rudolf Hruschka (* 10. května 1881 Lodhéřov, † 6. listopadu 1961 Ditzingen), učitel ve Starém Hobzí v letech 1919–1935, v letech 1932–1935 byl členem kvalifikační komise pro učitele základních a občanských škol ve školním okrese Jihlava, místní badatel a historik, po odsunu německého obyvatelstva ze Starého Hobzí působil v Ditzingenu jako knihovník, v roce 1956 obdržel Řád za zásluhy Spolkové republiky Německo (Verdienstorden der Bundesrepublik Deutschland).[144]
- V roce 1910 jmenoval městys Staré Hobzí čestným občanem markraběte Alexandra von Pallavicini a brněnského biskupa hraběte Dr. Pavla Huyna.[145][146]
- Eleonora Polly (* 25. května 1915, Staré Hobzí), po odsunu německého obyvatelstva ze Starého Hobzí se nakonec usadila v Rottweil am Neckar. Její zásluhy spočívají v sepsání pamětní vlastivědné knihy „Geliebte Heimat“ (Milovaná vlast), v roce 1972 dokončené kronice „Die Geschichte der Marktgemeinde Alt-Hart“ (Dějiny tržního městečka Staré Hobzí) a „Zlabings und das Zlabingser Ländchen“ (Slavonice a slavonický kraj) z roku 1986-88.[147]